# Боуи, Дэвид
Дэ́вид Бо́уи (англ. David Bowie, [ˈboʊ.i]; настоящее имя — Дэ́вид Ро́берт Джонс (англ. David Robert Jones); 8 января 1947, Брикстон, Большой Лондон, Великобритания — 10 января 2016, Манхэттен, Нью-Йорк, США) — британский рок-музыкант, певец и автор песен, а также продюсер, звукорежиссёр, художник и актёр. На протяжении пятидесяти лет часто переосмыслял своё творчество, успешно сочетая креативность с актуальными музыкальными направлениями, благодаря чему получил прозвище «хамелеон рок-музыки». Ему удавалось сохранять собственный узнаваемый стиль за счёт характерной манеры исполнения и интеллектуальной глубины созданных им работ. Боуи считается новатором, в частности, благодаря своим музыкальным экспериментам в конце 1970-х годов.
Начав карьеру с альбома David Bowie (1967) и нескольких синглов, музыкант стал известен широкой публике осенью 1969 года, когда его песня «Space Oddity» достигла первой пятёрки британского хит-парада. После трёх лет экспериментов он вновь привлёк внимание публики во время расцвета глэм-рока, создав яркий андрогинный образ персонажа по имени Зигги Стардаст. Его хит-сингл «Starman» из культового альбома The Rise and Fall of Ziggy Stardust and the Spiders from Mars (1972) вошёл в первую десятку хит-парада Великобритании. За относительно недолгий период использования образа Зигги Стардаста Боуи сделал себе имя за счёт музыкальных инноваций и необычных для того времени эпатажных сценических постановок.
В 1975 году Боуи добился первого крупного успеха в США с синглом «Fame» (соавторы — Джон Леннон и Карлос Аломар) и хит-альбомом Young Americans, стиль которого певец охарактеризовал как «пластиковый соул». Звучание пластинки представляло собой радикальный сдвиг в музыкальном стиле Боуи, который первоначально оттолкнул многих британских фанатов артиста. Затем, вопреки ожиданиям лейбла и американских поклонников, музыкант выпустил минималистский альбом Low (1977) — первый из трёх релизов так называемой «Берлинской трилогии Боуи», записанных совместно с Брайаном Ино в течение двух лет. Все три альбома вошли в пятёрку лучших хит-парада Великобритании и снискали положительные отзывы критиков.
После переменчивого коммерческого успеха в конце 1970-х годов Боуи вернулся на верхние строчки британских чартов в 1980 году с синглом «Ashes to Ashes» и альбомом Scary Monsters (and Super Creeps). В 1981 году вместе с группой Queen он записал «Under Pressure» — ещё один хит-сингл, добравшийся до вершины британского хит-парада. Пик коммерческого успеха музыканта пришёлся на 1983 год, когда был выпущен альбом Let’s Dance, включавший такие хиты, как «Let’s Dance», «China Girl» и «Modern Love». На протяжении 1990-х и 2000-х годов Боуи продолжал экспериментировать с музыкальными жанрами, записывая материал в таких стилях, как белый соул, авангардный джаз, арт-рок, индастриал, драм-н-бейс, техно и джангл. Последним студийным альбомом музыканта стал экспериментальный Blackstar, выпущенный 8 января 2016 года, в день его 69-летия. Два дня спустя Боуи скончался от рака печени, с которым боролся последние полтора года жизни.
Оказал влияние на множество музыкантов. В опросе журнала NME среди представителей различных жанров и направлений: «Кто оказал наибольшее влияние на ваше творчество?», большинство указало Боуи. В свою очередь, газета The Guardian назвала его самым влиятельным музыкантом после The Beatles. Боуи добился признания и как киноактёр; среди самых известных его ролей — инопланетянин Томас Джером Ньютон в «Человеке, который упал на Землю» (кинопремия «Сатурн»), вампир Джон в «Голоде», король гоблинов Джарет в «Лабиринте».
Боуи занимает 29-е место в рейтинге «100 величайших британцев». Тираж его альбомов составляет более 140 миллионов копий, делая музыканта одним из десяти самых успешных артистов в истории поп-музыки Великобритании. Пять его пластинок входят в список «500 величайших альбомов всех времён» по версии журнала Rolling Stone. То же издание поставило Боуи на 23-е место в списке «100 лучших вокалистов всех времён», а также на 39-е место в двух аналогичных рейтингах лучших артистов и лучших авторов-исполнителей. В 2016 году был назван «величайшей рок-звездой всех времён».

## Биография

### 1947—1962: ранние годы
Дэвид Боуи (урождённый Дэвид Роберт Джонс) родился в лондонском районе Брикстон. Его родители поженились в сентябре 1947 года, вскоре после рождения сына. Мать Дэвида, Маргарет Мэри «Пегги» Джонс (урождённая Бёрнс), имела ирландские корни. Она работала официанткой в кинотеатре в Роял-Танбридж-Уэллсе; отец, Хэйворд Стентон «Джон» Джонс, был сотрудником благотворительного детского фонда Barnardo’s. Семья жила на улице Стэнсфилд-Роуд, расположенной между южными районами Лондона — Брикстоном и Стокуэллом. Один из соседей вспоминал: «Худшее место и время для детства, чем Лондон сороковых, представить себе невозможно». До шести лет Боуи учился в подготовительной школе Стокуэлла, где приобрёл репутацию одарённого и целеустремлённого ребёнка, но в то же время дерзкого скандалиста.
В 1953 году семья Боуи переехала в соседний пригород — Бромли. Там Дэвид поступил в начальную школу Burnt Ash Junior School, расположенную на Рэйнджфилд-Роуд (ныне известную как Burnt Ash Primary School). В 1957—1958 годах он состоял в футбольной команде школы. Вокальные способности Дэвида в школьном хоре оценивали как «удовлетворительные», игру на флейте — выше средней. В девять лет он начал посещать открывшиеся классы музыки и хореографии, где показал незаурядные творческие способности: учителя называли его интерпретации «ярко артистическими», а его координацию «удивительной» для ребёнка. В том же году его интерес к музыке получил дальнейший стимул: отец принёс домой коллекцию американских пластинок — Frankie Lymon & The Teenagers, The Platters, Фэтса Домино и Литла Ричарда. Впоследствии Боуи так высказывался о «Tutti Frutti»: «Я будто услышал Бога». Большое впечатление на ребёнка произвёл Элвис Пресли, когда он увидел как под песню «Hound Dog» танцует его кузина. Позднее Боуи говорил, что рок-н-ролл поразил его «до глубины души», после этого он начал активно покупать пластинки. К концу следующего года Дэвид получил в подарок укулеле и самодельный бас, начав участвовать в скиффл-сессиях с друзьями. Одновременно мальчик увлёкся игрой на фортепиано. Его сценические номера были в стиле почитаемых им Пресли и Чака Берри. Участники местного скаутского движения Wolf Cub описывали их как «завораживающие… подобно чему-то инопланетному». Отец всегда поощрял мечту сына стать артистом и в конце 1950-х годов взял Дэвида на встречу с артистами, готовящимися к Royal Variety Performance, где познакомил его с Альмой Коган и Томми Стилом. Сдав экзамен 11+, Боуи поступил в Среднюю техническую школу Бромли, ныне известную как Школа для мальчиков Рэйвенс Вуд.

Биограф Боуи Кристофер Сэндфорд так описывал эту нетипичную техническую школу:
Несмотря на свой статус, к моменту приезда Дэвида (1958 год), заведение было богато тайными ритуалами, как и любая [английская] частная школа. Были дома, названные в честь таких государственных деятелей XVIII столетия, как Питта и Уилберфорса. Существовала единая и продуманная система поощрений и наказаний. Имелся акцент на языках, науках и особенно дизайне, где под руководством Оуэна Фрэмптона процветала академическая атмосфера. Со слов Дэвида, Фрэмптон имел большое влияние в школе благодаря силе своего характера, а не интеллекту; его коллеги из Бромли не обладали ни тем, ни другим и отдавали самых одарённых учеников школы в искусство. Режим был настолько либеральным, что Фрэмптон активно поощрял своего собственного сына Питера продолжать музыкальную карьеру с Дэвидом, краткое сотрудничество имело место тридцать лет спустя (во время Glass Spider Tour).
Сводный брат Боуи по матери, Терри Бёрнс, существенно повлиял на становление мальчика. Бёрнс, который был на 10 лет старше Боуи, страдал шизофренией и эпилепсией и периодически лечился в психиатрической больнице; он познакомил Дэвида с современным джазом, буддизмом, бит-поэзией и оккультизмом. Дальние родственники Дэвида тоже страдали от различных шизофренических расстройств, в том числе тётя, которую поместили в лечебное учреждение; другая родственница перенесла лоботомию; эти обстоятельства повлияли на его ранние работы.

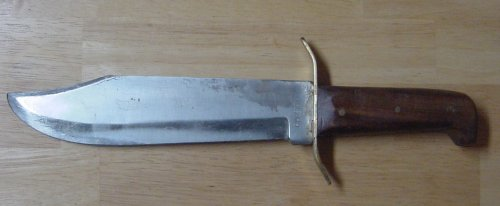
Нож Боуи, по которому Дэвид Боуи взял свой псевдоним

Боуи изучал искусство, музыку и дизайн, включая типографское макетирование и печать. Дэвид увлёкся такими исполнителями современного джаза, как Чарльз Мингус и Джон Колтрейн. На рождество 1961 года мать подарила ему пластмассовый саксофон фирмы Grafton; вскоре он начал брать уроки у баритон-саксофониста Ронни Росса. В 15-летнем возрасте Боуи подрался со своим другом Джорджем Андервудом из-за девушки: Андервуд, носивший перстень на пальце, ударил Боуи в левый глаз, и тот четыре месяца провёл в больнице. После серии операций врачам так и не удалось полностью восстановить зрение юноши, в результате травмы у него возникло дефектное восприятие глубины поля зрения и анизокория. Боуи утверждал, что восприятие цвета утрачено (постоянно присутствует коричневый фон), хотя травмированный глаз и может видеть. Зрачок этого глаза стал мидриатичным, что создавало эффект разного цвета глаз и впоследствии стало одной из отличительных черт артиста. Несмотря на инцидент, Боуи сохранил хорошие отношения с Андервудом, который создавал иллюстрации для ранних альбомов музыканта.

### 1962—1968: от Kon-rads до Riot Squad
В 1962 году в возрасте 15 лет Боуи сформировал свою первую группу под названием The Kon-rads, исполнявшую гитарный рок-н-ролл на местных вечеринках и свадьбах. В состав входило от четырёх до восьми участников, и Андервуд был в их числе. В следующем году Боуи бросил школу и сообщил родителям о своём намерении стать поп-звездой. Мать устроила его на работу помощником электрика. Разочарованный низкими амбициями своих товарищей по группе, Дэвид ушёл из The Kon-rads и присоединился к другому ансамблю — The King Bees, после чего написал письмо новоиспечённому миллионеру Джону Блуму, разбогатевшему на продаже стиральных машин, предлагая ему «сделать для нас то, что Брайан Эпстайн сделал для „Битлз“, и… заработать ещё один миллион». Блум не ответил на предложение, но передал его Лесли Конну, партнёру Дика Джеймса (который издавал песни «Битлз» вместе с Эпстайном). Конн стал первым менеджером Боуи.

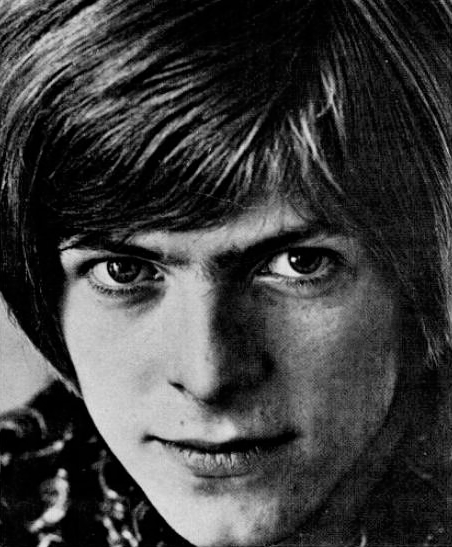
Боуи в 1967 году

Конн быстро начал продвигать Боуи. Дебютный сингл артиста, «Liza Jane», был выпущен под заголовком Davie Jones and the King Bees и не имел коммерческого успеха. Недовольный The King Bees и их репертуаром, основанном на материале Хаулин Вульфа и Вилли Диксона, Боуи покинул группу менее чем через месяц, чтобы присоединиться к The Manish Boys, другому блюзовому коллективу, также выступавшему в жанрах фолк и соул. «Я мечтал стать их Миком Джаггером», позже вспоминал музыкант. Записанная ими кавер-версия песни Бобби Блэнда «I Pity the Fool» была выпущена компанией Parlophone. В качестве исполнителей были указаны «The Manish Boys and Davy Jones». Песня оказалась не более успешной, чем «Liza Jane». Вскоре Боуи вновь сменил коллектив, примкнув к составу блюзового трио The Lower Third, находившегося под сильным влиянием творчества The Who. Записанный ими «You’ve Got a Habit of Leaving» продавался не лучше прежних синглов Боуи (он был издан под заголовком «Davy Jones (and The Lower Third)»), ознаменовав окончание контракта с Конном. Заявив, что он уходит из шоу-бизнеса «для изучения пантомимы в театре Sadler’s Wells», Боуи тем не менее остался в составе The Lower Third. Его новый менеджер Ральф Хортон, который позже способствовал переходу Боуи к сольному творчеству, помог ему заключить контракт с Pye Records.
В начале 1960-х годов Боуи выступал под своим собственным именем или под псевдонимом «Дэйви Джонс», имевшем два написания — Davy и Davie, что создавало путаницу с Дэйви Джонсом из The Monkees. Во избежание этого в 1966 году он взял псевдоним Боуи в честь героя Техасской революции: будучи большим поклонником Мика Джаггера, Дэвид узнал, что «джа́ггер» в переводе со староанглийского означает «нож», поэтому он взял себе похожий псевдоним (нож Боуи — тип охотничьих ножей, названный в честь Джима Боуи). Днём рождения «Дэвида Боуи» считается 14 января 1966 года ― день, когда это имя впервые фигурировало на обложке сингла «Can’t Help Thinking About Me» (с группой The Lower Third), который также не имел успеха у публики. Вскоре музыкант в очередной раз сменил коллектив, отчасти под влиянием Хортона, записав со своей новой группой — The Buzz — песни «Do Anything You Say» и «I Dig Everything». Будучи в составе The Buzz, он также присоединился к группе The Riot Squad; их записи, которые включали одну новую композицию Боуи и материал The Velvet Underground, так и не были изданы. Кеннет Питт, которого привёл Хортон, занял пост нового менеджера музыканта.
Очень сложно быть разрушителем морали в мире, где морали не осталось.
В апреле 1967 года состоялся релиз нового сингла Боуи «The Laughing Gnome», в котором использовался ускоренный вокал мультяшного стиля (т. н. эффект «вокала-бурундука»). Песня, изданная на новом лейбле, Deram Records, провалилась в чартах. Выпущенный шесть недель спустя дебютный альбом музыканта, представлявший собой смесь поп-музыки, психоделии и мюзик-холла, постигла та же участь. После провала он не выпускал пластинки в течение двух лет. В сентябре Боуи записал «Let Me Sleep Beside You» и «Karma Man» в качестве потенциальных синглов, однако они были забракованы боссами Deram и не выпускались до 1970 года. Песни положили начало сотрудничеству Боуи с продюсером Тони Висконти, которое, с перерывами, продлилось до конца его карьеры. Увлечение Дэвида всем необычным было простимулировано Линдси Кемпом, танцовщиком и мимом, с которым познакомился молодой артист. В 1997 году Боуи вспоминал:
Он жил своими эмоциями, это было потрясающее влияние. Его повседневная жизнь была примером наивысшей театральности, которую я когда-либо видел. Для меня он воплощал богему от начала и до конца. Я словно присоединился к шапито.
Кемп в свою очередь вспоминал середине 1980-х годов: «В действительности я не учил его быть артистом-мимом, а в большей степени быть собой снаружи… я помог ему освободить ангела и демона, которые составляют его сущность». Изучая под руководством Кемпа драматические искусства, от театрального авангарда до пантомимы и комедии дель арте, Боуи погрузился в создание характеров, образов и персонажей. В 1967 году Дэвид впервые написал песню для другого музыканта — сингл «Over The Wall We Go», спетый артистом по имени Оскар (псевдоним Пола Николса), высмеивал жизнь в британской тюрьме. В следующем году ещё одну композицию Боуи, «Silly Boy Blue», исполнил Билли Фьюри. Кемп познакомил Боуи с девушкой по имени Гермиона Фартингейл для сочинения поэтического менуэта, молодые люди начали встречаться и вскоре стали жить вместе. Вдвоём они организовали музыкальную группу — помимо Боуи и Гермионы, которая играла на акустической гитаре, в неё входил басист Джон Хатчинсон. В период с сентября 1968 года до начала 1969 года трио отыграло несколько концертов, стиль которых объединял фолк, мерсибит, поэзию и пантомиму. При участии Боуи, исполнившего несколько песен, в конце 1968 года Кеннет Питт спродюсировал получасовой промофильм под названием «Love You till Tuesday», который был выпущен только в 1984 году.
Как признавался сам Боуи позднее, он «хотел прославиться, но не знал, как это сделать, и на протяжении 1960-х перепробовал всё, что мог в театре, изобразительном искусстве и музыке». На творческий стиль Боуи того периода повлиял Сид Барретт, фронтмен Pink Floyd, в конце десятилетия покинувший группу из-за проблем с наркотиками. «Вероятно, Барретт привил эту идею Дэвиду [новаторство в рок-музыке], который не просто подхватил музыкальное течение, но понял, что произошло с Сидом, почему он ушёл из Pink Floyd, как он медленно сходил с ума и уходил на задний план; несомненно, Сид очень вдохновлял его», — отмечал Тони Висконти. Боуи превратил новаторство в форму искусства.

### 1969—1973: от психоделического фолка до глэм-рока

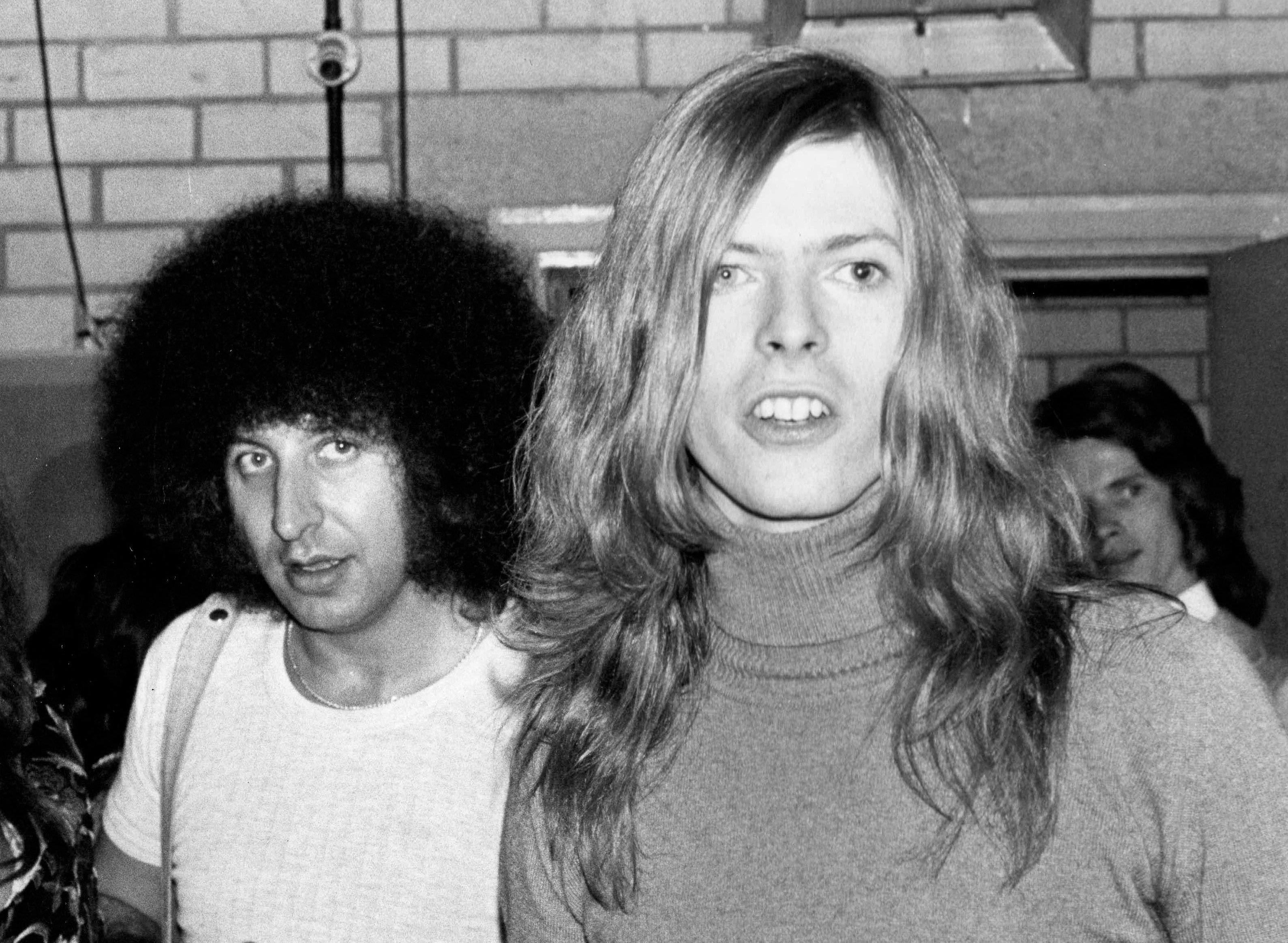
Дэвид Боуи и его музыкальный менеджер Тони Дефрис, 1971 год

#### «Space Oddity»
Расставшись с Фартингейл, Боуи переехал к своей подруге Мэри Финниган. В феврале и марте 1969 года он гастролировал вместе с дуэтом Марка Болана Tyrannosaurus Rex, выступая в качестве артиста-мима. 11 июля 1969 года, за пять дней до запуска Аполлона-11, вышел сингл «Space Oddity» (написанный годом ранее), который попал в лучшую пятёрку национального чарта Великобритании. В балладе, обыгрывающей название культового фантастического фильма Стэнли Кубрика «Космическая одиссея 2001 года» (англ. 2001: A Space Odyssey, 1968; odyssey — странствие, oddity — странность) и повествующей об истории майора Тома — астронавта, «потерявшегося в космосе», — усматривали, как и в фильме Кубрика, аллегорию наркотического трипа. Финнигэн, Кристина Остром, Барри Джексон и Боуи (на тот момент дистанцировавшийся от рок-н-ролла и блюза) организовали фолковый квартет и устраивали воскресные представления в пабе «Three Tuns» на Бекенхэм-Хай-стрит. На творчество исполнителей этого заведения влияло движение Arts Lab, которое вскоре трансформировалось в Beckenham Arts Lab (одним из его соучредителей был Боуи) и организовало в местном парке бесплатный музыкальный фестиваль (позднее увековеченный Боуи в его песне «Memory of a Free Festival»).
Второй альбом Боуи увидел свет в ноябре 1969 года и первоначально был озаглавлен David Bowie, чем вызвал путаницу со своим предшественником, который продавался под тем же названием в Великобритании. Поэтому в США пластинка была выпущена под логотипом Man of Words, Man of Music. В 1972 году альбом был переиздан лейблом RCA Records как Space Oddity. Лонгплей с философскими текстами в духе постхиппи о мире, любви и морали, базирующийся на акустическим фолк-роке, с вкраплениями хард-рока, не имел коммерческого успеха.

#### Образ Зигги Стардаста
«Группа The Velvet Underground стала для меня очень важной, я почувствовал в ней необыкновенную экспрессию, непохожую на других, у Underground, по-моему, был самый потрясающий звук, смесь рока и авангарда в этакой жёсткой комбинации».

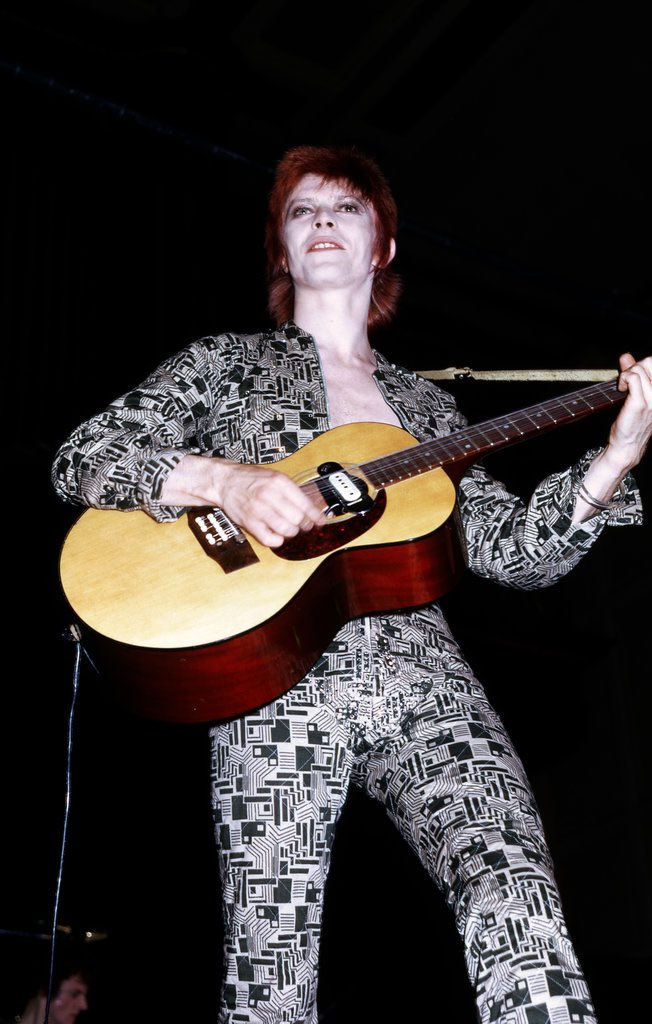
Дэвид Боуи в образе Зигги Стардаста, во время первого этапа турне Ziggy Stardust Tour

В апреле 1969 года Боуи познакомился с Анджелой Барнетт, через год они поженились. Влияние жены на музыканта было незамедлительным, а участие в его карьере имело далеко идущие последствия: менеджер Кен Питт отошёл на второй план. Зарекомендовав себя как сольный исполнитель после «Space Oddity», Боуи начал ощущать нехватку «постоянной группы для выступлений и записи — людей, с которыми он мог бы иметь личные отношения». Этот недостаток обострялся его творческим соперничеством с Марком Боланом, который в тот период исполнял обязанности его сессионного гитариста. В итоге Боуи собрал группу, состоящую из барабанщика Джона Кембриджа, с которым познакомился в Arts Lab, басиста Тони Висконти и гитариста Мика Ронсона. Участники квартета, известного как The Hype, создавали для себя образы и носили продуманные наряды, которые были прообразом глэмового стиля The Spiders from Mars. По словам биографа Николаса Пегга: «The Hype была больше ориентирована на рок, нежели всё то, что Боуи делал раньше. И песни, и само представление явно находились под влиянием группы The Velvet Underground. Особенно одной из её песен — „Waiting for the Man“». Тем не менее, после провального дебютного шоу в лондонском клубе Roundhouse музыканты вернулись к концепции аккомпанирующей группы Боуи. Их первоначальные студийные сессии были омрачены острыми разногласиями между Боуи и Кембриджем по поводу его игры на ударных. Ситуация достигла апогея, когда разъярённый Боуи обвинил барабанщика в срыве рабочего процесса, воскликнув: «Ты гробишь мой альбом». Кембридж ушёл, а его место занял Вуди Вудманси. Вскоре Боуи сменил менеджера на Тони Дефриса, что вылилось в многолетние судебные разбирательства, в результате которых Боуи пришлось выплатить Питту компенсацию.
По итогам студийных сессий был выпущен третий альбом музыканта — The Man Who Sold the World (1970), который содержал отсылки к шизофрении, паранойе и бреду. На этой пластинке Боуи отошёл от акустического фолк-рока Space Oddity к более хард-роковому звучанию. Новый лейбл артиста, Mercury Records решил продвигать альбом в Соединённых Штатах при помощи промотура, в ходе которого Боуи, в период с января по февраль 1971 года, путешествовал по стране и давал интервью различным радиостанциям и средствам массовой информации. Оригинальная обложка британской версии альбома обыгрывала андрогинную внешность музыканта, который был изображён в женском платье. Боуи взял это платье с собой в США и надевал перед интервью, к одобрению критиков, в том числе Джона Мендельсона из Rolling Stone, который описал его как «восхитительного, поразительно напоминающего Лорен Бэколл». Однако его вид вызывал неоднозначную реакцию на публике, над ним смеялись, а один прохожий достал пистолет и сказал Боуи «поцеловать его в задницу». В США альбом был первоначально выпущен с другой обложкой, на которой сам Боуи отсутствовал.
Во время путешествия по Америке Боуи следил за карьерой двух местных исполнителей прото-панка, что помогло ему развить концепцию, которая в конечном счёте реализовалась в персонаже по имени Зигги Стардаст: смешение образа Игги Попа с музыкой Лу Рида произвело «абсолютного поп-идола». Подруга музыканта упоминала «заметки на коктейльной салфетке о рок-звезде по имени Игги или Зигги», а по возвращении в Англию он заявил о намерении создать персонажа, «который бы выглядел так, будто прилетел с Марса». Фамилия «Стардаст» была данью уважения музыканту под псевдонимом Legendary Stardust Cowboy, пластинку которого ему подарили во время промотура. Впоследствии Боуи записал кавер-версию на одну из его песен для альбома Heathen (2002).
Записывая Hunky Dory (1971) Боуи частично сменил состав — после ухода Висконти место продюсера занял Кен Скотт, а басистом стал Тревор Болдер. Также он поменял лейбл, подписав контракт с RCA Records, с которым сотрудничал до конца десятилетия. Звучание альбома вновь продемонстрировало стилистический сдвиг в творчестве музыканта, на этот раз в сторону арт-попа и мелодичного поп-рока. Альбом включал лёгкие композиции, такие как «Kooks», песня, посвящённая Данкану, сыну музыканта. Боуи исследовал и более серьёзные темы в таких песнях, как «Oh! You Pretty Things», отражающей влияние Кроули и Ницше, полуавтобиографической «Bewlay Brothers» и «Quicksand», написанной под влиянием буддизма. Своим кумирам Боуи отдал дань уважения в песнях «Song for Bob Dylan», «Andy Warhol» и «Queen Bitch», последняя была стилизацией под The Velvet Underground. Альбом постиг коммерческий провал, отчасти из-за отсутствия рекламы со стороны лейбла. Однако он дал старт творческому рывку артиста, совершённому за 18 месяцев, благодаря которому Боуи вскоре стал одним из ведущих британских рок-звёзд с 4-мя пластинками и 8-ю синглами в Top-10 чартов.
10 февраля 1972 года в пабе «Toby Jug» (Толуорт) состоялся первый концерт Боуи в амплуа Зигги Стардаста при поддержке аккомпанирующей группы The Spiders from Mars: Ронсон (гитара), Болдер (бас) и Вудманси (ударные). Выступление произвело фурор и сделало музыканта звездой. На волне успеха Боуи совершил масштабное турне по Великобритании, выступая в эпатажных нарядах, разработанных дизайнером Кансаем Ямамото, с огненно-красным маллетом на голове. По словам Дэвида Бакли, в этот период музыкант создал «культ Боуи», который был «уникальным — его влияние длилось дольше и было, вероятно, более креативным, чем любая другая тенденция на поп-сцене». The Rise and Fall of Ziggy Stardust and the Spiders from Mars, выпущенный в июне 1972 года, сочетал элементы хард-рока The Man Who Sold the World с лёгким экспериментальным роком и поп-музыкой Hunky Dory. Альбом считается одним из определяющих для глэм-рока. Основная тема концептуальной пластинки — приближающийся армагеддон, её история составлена из композиций о человекоподобном инопланетном рок-мессии, уничтоженном фанатизмом своих же адептов. Боуи настойчиво требовал от журналистов не называть его прошлым псевдонимом и постоянно напоминал, что он Зигги Стардаст. «Starman», выпущенный в апреле в качестве ведущего сингла пластинки, должен был закрепить прорыв Боуи в Великобритании: и сингл, и альбом попали в чарты вскоре после исполнения песни в передаче Top of the Pops. На волне успеха пластинки (которая оставалась в чартах два года), в хит-парады вернулся Hunky Dory. Популярными стали и неальбомный сингл «John, I’m Only Dancing», и песня «All the Young Dudes», которую Дэвид написал для группы Mott the Hoople. Боуи продолжил турне Ziggy Stardust Tour, впервые посетив с гастролями США.

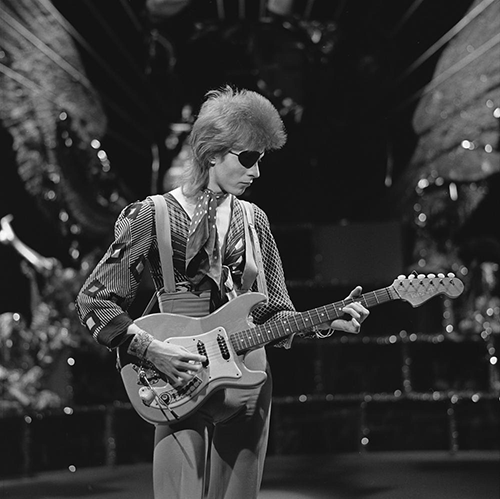
Дэвид Боуи исполняет «Rebel Rebel» на немецком телевидении, 1974 год

В то же время Боуи начал продвигать своих музыкальных кумиров, с двумя из которых познакомился в нью-йоркском ночном клубе Max’s Kansas City. Так, вместе с Ронсоном он спродюсировал альбом Transformer (1972), обеспечивший Лу Риду, на тот момент бывшему вокалисту The Velvet Underground, первый сольный успех. Затем Игги Поп с группой The Stooges записали при поддержке Боуи свой третий диск Raw Power (1973) — Дэвид занимался его продюсированием и сведением. На обеих пластинках он исполнил партии бэк-вокала. Позже в интервью Уильяму Берроузу музыкант заявил: «Самый актуальный рок-композитор современности — Лу Рид. Не из-за того, что он делает, а из-за того направления, которое он избрал. Половины современных групп не существовало бы, если бы Лу Рид не взялся за гитару». В апреле 1973 года Боуи выпустил свой следующий альбом Aladdin Sane — первый, поднявшийся на вершину британского чарта. Описанный автором как «Зигги едет в Америку», альбом содержал песни, написанные Боуи во время первой части гастролей по США. На обложке альбома (которую Бакли называл «поразительнейшей из всех рок-обложек») Боуи был изображён с причёской как у Зигги и красными, чёрными, синими молниями на лице. Пластинка включала синглы «Jean Genie» и «Drive-In Saturday», которые попали в Top-5 UK Singles Chart. Во время записи Aladdin Sane к команде Боуи присоединился клавишник Майк Гарсон, его соло для одноимённой песни критики посчитали одной из основных изюминок альбома.
Любовь Боуи к актёрскому мастерству приводила к его полному погружению в созданных им персонажей. Музыкант говорил: «Вне сцены я робот. На сцене я испытываю эмоции. Наверное, поэтому я предпочитаю переодеваться в Зигги, а не быть Дэвидом». Ситуация породила серьёзные личные проблемы: Боуи, играя одну и ту же роль в течение длительного периода, уже не мог отделить Зигги Стардаста, а позже и Измождённого Белого Герцога, от себя самого. Зигги, по словам Боуи, «не оставлял меня в покое годами. Именно тогда всё пошло наперекосяк… Он повлиял на мою личность. Это стало очень опасно. Я на самом деле начинал сомневаться в своём психическом здоровье». Более поздние шоу в образе Зигги, составленные из материала альбомов Ziggy Stardust и Aladdin Sane, представляли собой ультратеатральные постановки, наполненные шокирующими сценическими моментами, такими как раздевание Боуи до набедренной повязки сумоиста или имитация орального секса с гитарой Ронсона. Боуи гастролировал и давал пресс-конференции в образе Зигги, внезапно отказавшись от него 3 июля 1973 на сцене Hammersmith Odeon: «Из всех концертов этого турне это шоу запомнится нам лучше других, потому что это не только последний концерт тура, но и наш последний концерт вообще. Всем спасибо». Впоследствии кадры из финального шоу Зигги Стардаста были включены в фильм Ziggy Stardust: The Motion Picture режиссёра Донна Алана Пеннебейкера, премьера которого состоялась в 1979 году.
Распустив группу The Spiders from Mars, Боуи попытался дистанцироваться от образа Зигги Стардаста. Теперь его прошлые альбомы стали пользовался бо́льшим спросом: в 1972 году были переизданы The Man Who Sold the World и Space Oddity. В июне 1973 года в качестве очередного сингла была выпущена песня «Life on Mars?» из альбома Hunky Dory, она достигла 3-го места в UK Singles Chart. За ней последовал перевыпуск сингла «The Laughing Gnome», добравшегося до 6-й строчки того же чарта. В октябре был издан Pin Ups, сборник кавер-версий любимых песен Боуи 1960-х годов, выпущенный в его поддержку сингл «Sorrow» отметился на 3-м месте UK Singles Chart. Сам альбом добрался до вершины хит-парада Великобритании, сделав Дэвида Боуи самым продаваемым артистом у себя на родине. Общее количество альбомов музыканта, одновременно находящихся в британских чартах, достигло шести.

### 1974—1976: «пластиковый соул» и образ Измождённого Белого Герцога

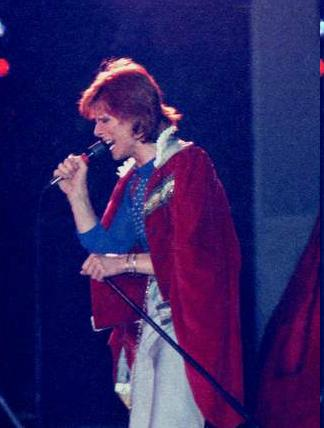
Дэвид Боуи во время турне Diamond Dogs Tour, 1974 год

В 1974 году Боуи переехал в США, сначала — в Нью-Йорк, а затем поселился в Лос-Анджелесе. Альбом Diamond Dogs (1974) продемонстрировал интерес музыканта к фанку и соулу и соединил две разные идеи: футуристский мюзикл о жителях постапокалиптического города и цикл музыкальных композиций, написанных под влиянием романа Джорджа Оруэлла «1984». Альбом стал лидером чартов на родине музыканта благодаря хитам «Rebel Rebel» и «Diamond Dogs» и занял 5-е место в Соединённых Штатах, сделав Боуи самым «продаваемым» артистом Британии второй год подряд. Одноимённый концертный тур для продвижения пластинки проходил на территории Северной Америки в период с июня по декабрь 1974 года. Концерты тура отличались высокобюджетной постановкой, за которую отвечала хореограф Тони Бэзил, и театральными спецэффектами. Одно из шоу и закулисная жизнь артиста были запечатлены режиссёром Аланом Йентобом и составили документальный фильм Cracked Actor. На кадрах ленты Боуи выглядел бледным и истощённым: тур совпал с периодом его тяжёлой кокаиновой зависимости, что привело к серьёзному физическому истощению, паранойе и эмоциональным проблемам. Потом он отшучивался, что концертный альбом David Live, выпущенный по мотивам этих гастролей, должен был называться «Дэвид Боуи жив и здоров только в теории». Тем не менее, эта пластинка укрепила статус музыканта как суперзвезды, заняв 2-е место в Великобритании и 8-е в США. Хитом стал и выпущенный в её поддержку сингл «Knock on Wood», кавер-версия песни Эдди Флойда. После перерыва в Филадельфии, где Боуи записывал новый материал, тур возобновился с акцентом на соул
Результатом студийных сессий стал альбом Young Americans (1975). Биограф Кристофер Сэндфорд отмечал: «На протяжении многих лет большинство британских рокеров так или иначе пытались стать чернокожими. Мало кто преуспел в этом как Боуи». Звучание альбома, которое Дэвид охарактеризовал как «пластиковый соул», представляло собой радикальный сдвиг в музыкальном стиле артиста к филадельфийской музыке и первоначально оттолкнуло британских фанатов. Одним из синглов пластинки была композиция «Fame», написанная в соавторстве с Джоном Ленноном (также исполнившим бэк-вокал) и Карлосом Аломаром. Эта песня стала первым синглом Боуи в США, занявшим 1-е место в чартах. Леннон назвал творчество Боуи «великим, но тем же рок-н-роллом, только напомаженным». Музыкант стал одним из первых белых артистов, появившихся на американском развлекательном шоу Soul Train, где исполнил под фонограмму песню «Fame», а также новый сингл «Golden Years», который первоначально предлагался Элвису Пресли. Другое появление Боуи на американском телевидении в «Шоу Дика Кэветта» отчасти подтвердило слухи о злоупотреблении кокаином, так как музыкант вел себя крайне параноидально Young Americans хорошо продавался как в США, так и в Великобритании, а новый выпуск сингла «Space Oddity» стал первой песней Боуи, возглавившей местный чарт через несколько месяцев после аналогичного успеха «Fame» в США. Несмотря на устоявшийся статус суперзвезды, Боуи, по словам Сэндфорда, «даже учитывая продажи его пластинок (только более миллиона копий Ziggy Stardust) жил по сути на карманную мелочь». В 1975 году, повторив скандальное увольнение Питта пятью годами ранее, Боуи уволил Тони Дефриса. В разгар последовавшего за этим многомесячного судебного разбирательства он наблюдал, как, по описанию Сэндфорда, «миллионы долларов его будущих доходов уплывают в пользу [Дефриса]» на «исключительно выгодных для него условиях», а затем «заперся в доме на 20-й Уэст-стрит, где в течение недели его вопли можно было услышать сквозь дверь чердака». Новым менеджером стал Майкл Липпман, который работал у музыканта юристом на переговорах. Он тоже получил значительную денежную компенсацию, когда музыкант уволил его в следующем году.

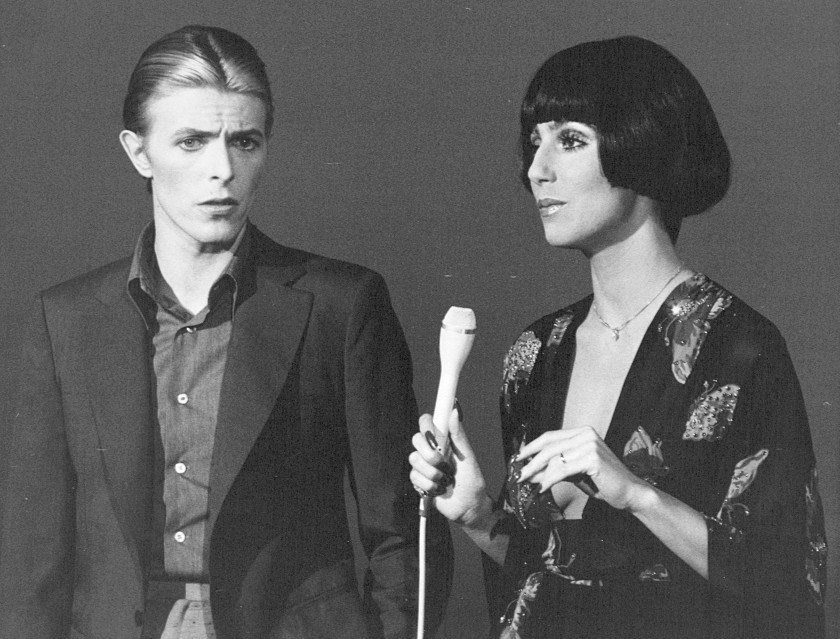
Дэвид Боуи и Шер выступают на её одноимённом шоу, 1975 год

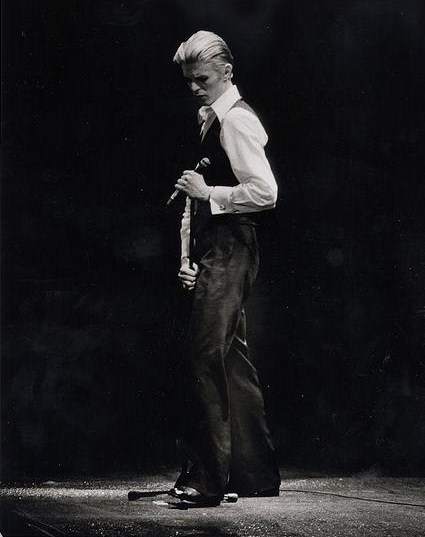
Боуи в образе Измождённого Белого Герцога на сцене, 1976 год

Следующий альбом музыканта Station to Station (1976), спродюсированный совместно с Гарри Мэслином, представил миру его новое амплуа — «Измождённого Белого Герцога», который упоминался в заглавной песне. В визуальном плане новый образ артиста продолжал образ Томаса Джерома Ньютона, внеземного существа, сыгранного Боуи в фильме «Человек, который упал на Землю» (1976), сам музыкант в качестве одного из источников вдохновения называл Фрэнка Синатру. Развивая звучание Young Americans, к фанку и соулу новой пластинки автор добавил синтезаторные аранжировки навеянные краут-роком, которые стали прообразом музыки его следующих работ. Наркозависимость Боуи стала достоянием общественности, когда британский журналист Рассел Харти брал у него интервью для своего ток-шоу на London Weekend Television накануне турне в поддержку Station to Station. Незадолго до начала трансляции было объявлено о смерти испанского диктатора Франсиско Франко. Боуи, находившегося в Америке, попросили отказаться от спутникового эфира, чтобы не занимать вещательную частоту и позволить испанскому правительству вести прямую трансляцию новостей. Однако музыкант не согласился и интервью состоялось. Во время продолжительной беседы Боуи общался бессвязными фразами и выглядел «отключённым». Как артист позднее признавался, кокаин повредил его психику; в течение года у него несколько раз случались передозировки, и он был сильно истощён физически.
За выпуском Station to Station последовал 3,5-месячный тур по Европе и Северной Америке, начавшийся в феврале. Isolar Tour был выстроен вокруг новых песен музыканта: драматичной заглавной композиции, баллад «Wild Is the Wind» и «Word on a Wing», а также фанковых «TVC 15» и «Stay». Аккомпанирующая группа Боуи, которая участвовала в записи альбома и последующем турне — ритм-гитарист Карлос Аломар, басист Джордж Мюррей и барабанщик Деннис Дэвис — оставалась в таком составе до конца десятилетия. Турне прошло очень успешно, однако погрязло в политических скандалах. Сначала СМИ цитировали неоднозначные комментарии Боуи, сказанные им в Стокгольме, о пользе фашизма для Британии; потом артиста задержала таможня на советско-польской границе за хранение нацистской атрибутики.
2 мая 1976 года ситуация достигла апогея, когда в Лондоне произошёл так называемый «Инцидент на станции Виктория». Проезжая по улице в открытом кабриолете Mercedes, Боуи поприветствовал зевак жестом, расценённым некоторыми СМИ как нацистское приветствие. Этот жест был заснят на камеру, а его фото опубликовано в журнале NME. Музыкант утверждал, что фотограф снял его в середине замаха. Впоследствии Боуи сетовал, что виной профашистских комментариев и его поведения были наркозависимость и вхождение в образ Измождённого Белого Герцога. «Я был просто не в себе» — утверждал артист, — «совершенно сдвинулся. Я глубочайше погрузился в мифологию [магическая сторона нацистской истории]. … Вся эта тематика о Гитлере и ультраправых… Это было не про нацизм… Я открыл для себя Короля Артура [его связь с рейхом, описанная в произведениях фантастов Джеймса Герберта и Дункана Кайла]…». По словам драматурга Алана Фрэнкса, «[в тот период] он действительно был „ненормальным“. У него был очень неудачный опыт употребления тяжёлых наркотиков». Зависимость Боуи от кокаина, которая послужила причиной этих скандалов, во многом была связана с тем, что музыкант жил в Лос-Анджелесе, городе, в котором он не чувствовал себя своим. В 1980 году, обсуждая заигрывания с фашизмом в интервью NME, Боуи объяснил, что Лос-Анджелес был местом, «где со мной начали происходить все эти вещи. Это чёртово место должно быть стёрто с лица Земли. Я думаю, что быть рок-музыкантом и поехать жить в Лос-Анджелес — это просто путь к катастрофе. Так оно и есть на самом деле».
Вылечившись от зависимости, Боуи извинился за свои слова и на протяжении 1980-х и 1990-х годов критиковал расизм в европейской политике и американской музыкальной индустрии. Тем не менее, именно высказывания Боуи о фашизме, как и осуждающие комментарии Эрика Клэптона по поводу пакистанских иммигрантов, сделанные в нетрезвом состоянии, привели к появлению движения «рок против расизма».

### 1976—1979: берлинский период

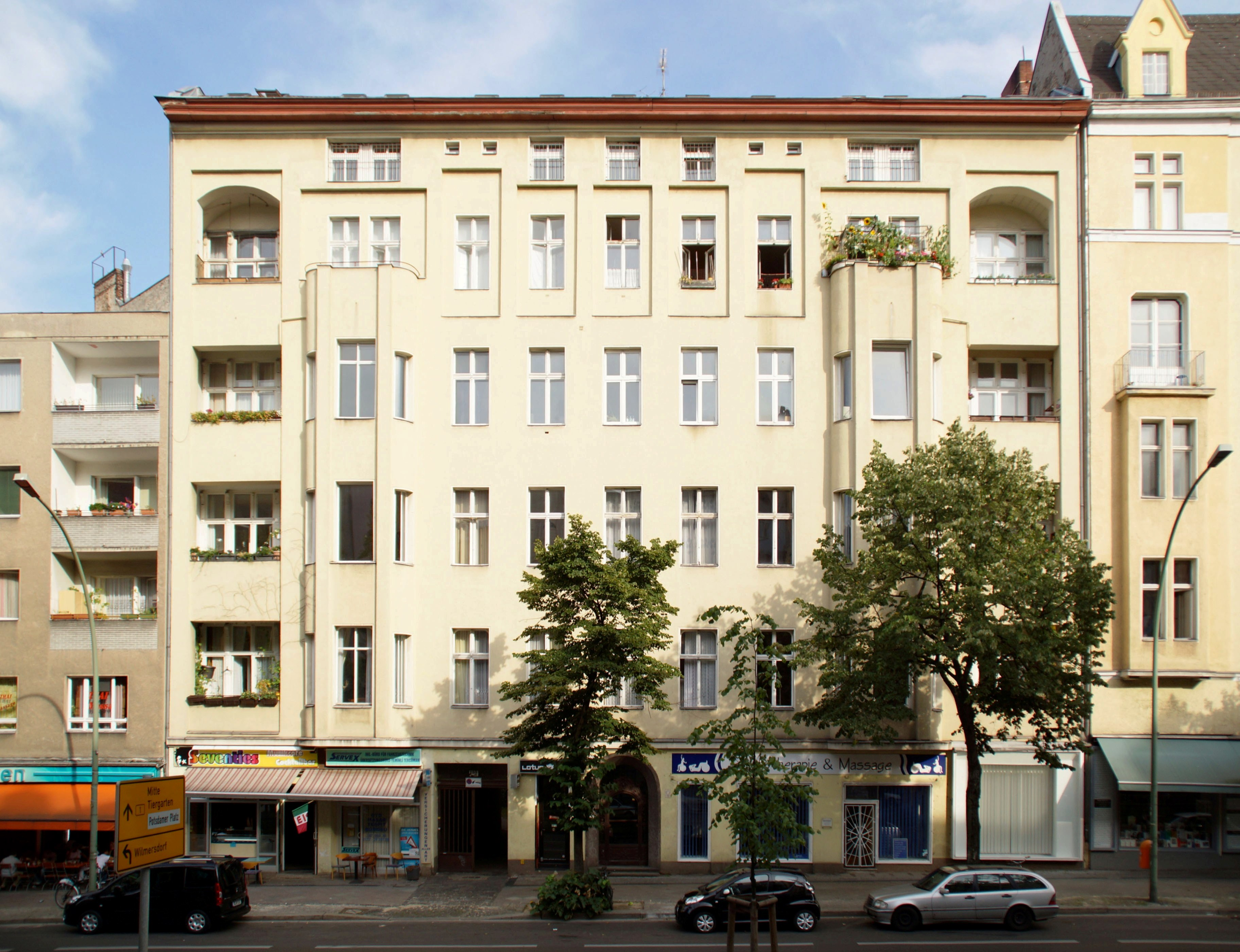
Апартаменты в Шёнеберге, где Боуи проживал в период с 1976 по 1978 годы

Интерес к развивающейся немецкой музыкальной сцене, как и проблемы с наркотиками, побудили Боуи переехать в Западный Берлин, чтобы побороть зависимость и попытаться вдохнуть в свою карьеру новую жизнь. Арендуя квартиру в Шёнеберге со своим другом Игги Попом, он начал работать над новым материалом в студии Hansa Tonstudio, расположенной в Кройцберге, недалеко от Берлинской стены. При поддержке Брайана Ино музыкант фокусировался на минималистской эмбиентной музыке, которая стала основой для его следующих трёх пластинок, спродюсированных совместно с Тони Висконти, впоследствии ставших известными как Берлинская трилогия. В тот же период Боуи помог Игги Попу завершить его дебютный сольный альбом The Idiot (1977) и его продолжение — Lust for Life (1977), выступив в качестве соавтора и музыканта. В поддержку этих пластинок музыканты провели концертный тур по Великобритании, Европе и США в марте и апреле 1977 года.
Альбом Low (1977), на который отчасти повлияло краут-роковое звучание Kraftwerk и Neu!, продемонстрировал переход Боуи от повествовательного стиля к более абстрактным музыкальным формам, в которых текст отошёл на второй план и использовался как дополнение к мелодии. Хотя альбом был закончен в ноябре 1976 года, звукозаписывающая компания задержала выпуск на три месяца. Увидевший свет 14 января Low был раскритикован в прессе — этого и боялось руководство RCA Records, которое стремилось сохранить стабильные коммерческие продажи альбомов музыканта на фоне успеха его предыдущих релизов. Выпуску альбома пытался помешать и бывший менеджер Боуи, Тони Дефрис, который сохранял значительный финансовый интерес к бизнесу музыканта. Несмотря на общий негативный фон, выпущенный в поддержку Low сингл «Sound and Vision» занял 3-е место в британском чарте, а сам альбом поднялся до 2-го и превзошёл показатели Station to Station. В 1992 году американский композитор Филип Гласс охарактеризовал Low как «гениальное произведение», использовав его в качестве основы для своей первой симфонии «Low»; впоследствии Гласс использовал следующий альбом Боуи в виде базиса для своей четвёртой симфонии «Heroes» 1996 года. Гласс хвалил талант Боуи создавать «довольно сложные музыкальные произведения, маскирующиеся под простые». В 1977 году фирма London Recordings выпустила Starting Point, сборник из десяти песен, содержащий песни Боуи периода Deram Records (1966-67).

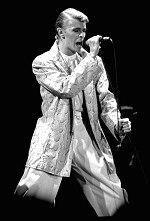
Боуи выступает в Осло, 5 июня 1978 года

Вторая часть трилогии, «Heroes» (1977), продолжая минималистский инструментальный подход Low, включала больше элементов поп- и рок-музыки, так как команде Боуи присоединился гитарист Роберт Фрипп. Как и его предшественник, альбом был пропитан духом времени холодной войны, которую символизировал разделённый пополам Берлин. Альбом, мелодии которого содержали эмбиентные звуки из различных источников, включая генераторы белого шума, синтезаторы и кото, стал ещё одним хитом в дискографии музыканта, добравшись 3-й строчки британского хит-парада. Его заглавный трек, хотя и достигший только 24-го места в UK Singles Chart, сразу же стал очень популярен — в течение нескольких месяцев появились кавер-версии на немецком и французском языках. Ближе к концу года Боуи исполнил эту песню на телешоу Марка Болана Marc, а два дня спустя — во время последнего рождественского спецвыпуска Бинга Кросби для CBS, где также исполнил с Кросби песню «Peace on Earth/Little Drummer Boy», версию «The Little Drummer Boy» с новым контрапунктным куплетом. Пять лет спустя этот дуэт стал международным хитом, заняв 3-е место в британском рождественском чарте 1982 года. Болан погиб в автокатастрофе несколько месяцев спустя, а Кросби тоже умер в том же году. Боуи горько отшучивался, что впредь боится ходить на телешоу, так как «к кому бы он ни пришёл — отправляются на тот свет».
По завершении работы над Low и «Heroes» Боуи провёл бо́льшую часть 1978 года, гастролируя с турне Isolar II Tour. За это время с музыкой первых двух альбомов Берлинской трилогии познакомился почти миллион человек на 70 концертах в 12 странах мира. К тому времени артист окончательно поборол наркозависимость; биограф Дэвид Бакли отмечал, что Isolar II был «первым турне Боуи за пять лет, в котором он, вероятно, не пичкал себя огромным количеством кокаина перед тем, как выйти на сцену… Без наркотического забытья теперь он прибывал в достаточно здоровом психическом состоянии, чтобы начать заводить новые знакомства». На гастролях Боуи часто исполнял кавер-версию песни «Alabama Song» Бертольта Брехта, перезаписав её в студии и выпустив в качестве сингла. Аудиозаписи самого турне были выпущены в виде концертного альбома Stage (1978). Музыкант также поучаствовал в адаптации симфонической сказки Сергея Прокофьева «Петя и волк», которая была выпущена на виниле в мае 1978 года.
В заключительной части трилогии, или «триптиха», как называл её сам автор, альбоме Lodger (1979), Боуи отказался от минималистского, эмбиентного звучания двух предыдущих пластинок, частично вернувшись к рок- и поп-музыке его прежнего творчества, выстроенной на ударных и гитаре. На выходе получилась эклектичная смесь из набирающей в то время популярность новой волны и этнической музыки, местами включавшая также т. н. доминантовый лад с нетипичными для западной музыки гаммами. Некоторые композиции были написаны с использованием метода «Обходных стратегий» Брайана Ино и Питера Шмидта: так, в «Boys Keep Swinging» музыканты менялись инструментами, в «Move On» использовались аккорды из ранней композиции Боуи «All the Young Dudes», сыгранной задом наперёд, а «Red Money» базировалась на минусовках из песни «Sister Midnight» Игги Попа. Альбом был записан в Монтрё в студии Mountain. Перед выпуском Мел Илберман из RCA заявил: «Было бы справедливо назвать его „Сержантом Пеппером“ Дэвида Боуи… [это] концептуальный альбом, главный герой которого изображен бездомным скитальцем, которого избегают окружающие и преследуют жизненные трудности и [стремительно развивающиеся] технологии». По словам Кристофера Сэндфорда, «Пластинка не оправдала возложенных на неё ожиданий из-за сомнительных решений и [странных] методов продюсирования, положив конец — на пятнадцать лет — сотрудничеству Боуи с Ино». В поддержку альбома были выпущены синглы «Boys Keep Swinging» и «DJ», однако он стал худшим во всей трилогии, заняв 4-е место в Британии и лишь 20-е — в США. В конце года Дэвид и Анджела инициировали бракоразводный процесс, и после нескольких месяцев судебных разбирательств брак был расторгнут.

### 1980—1989: новая романтика и поп-музыка

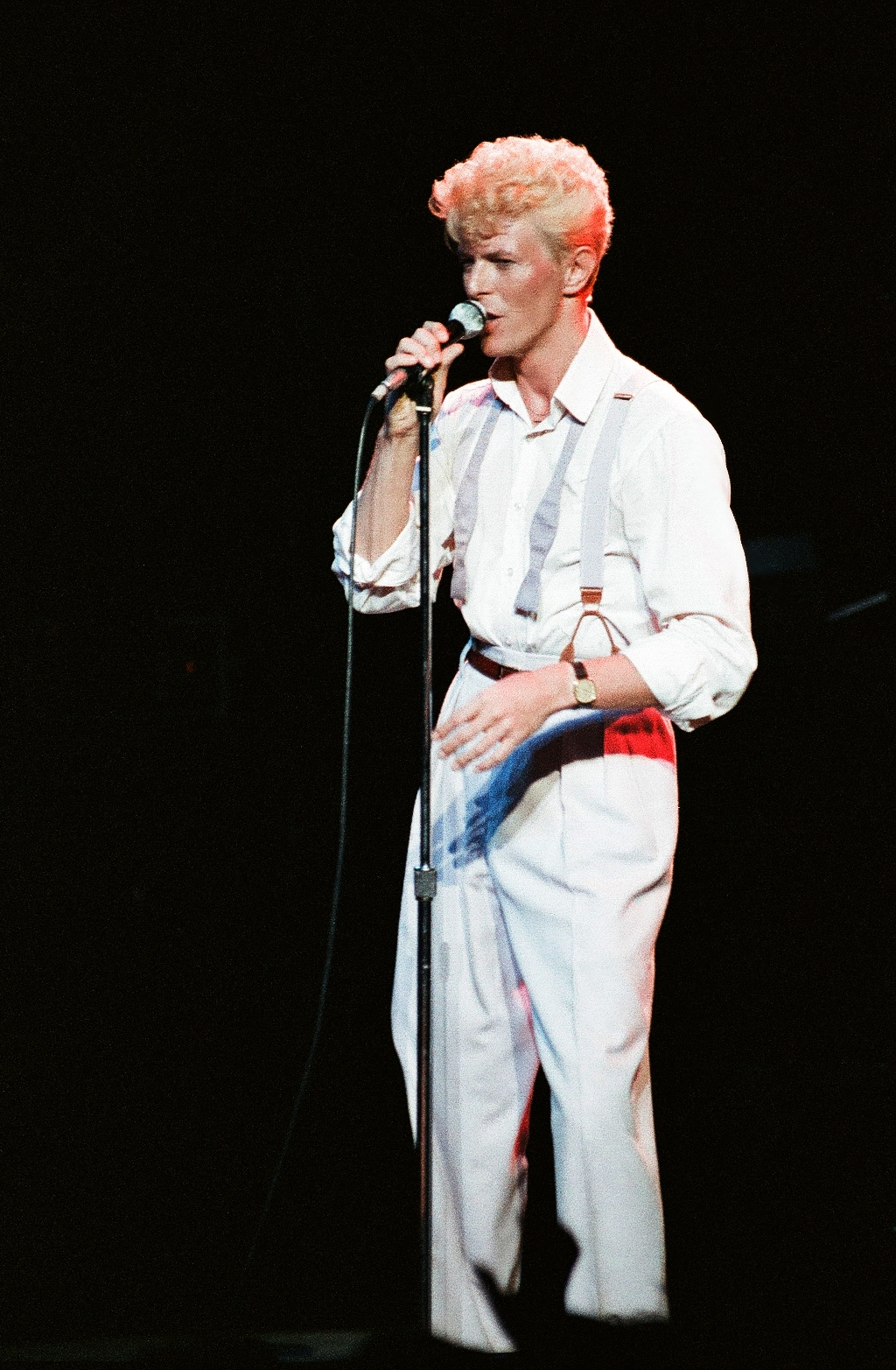
Боуи на концерте Serious Moonlight Tour, 1983 год

Следующий альбом Боуи, Scary Monsters (and Super Creeps) (1980), был выпущен при поддержке ведущего сингла «Ashes to Ashes», который стал лидером британского чарта. Звучание песни было примечательно партией Чака Хаммера, сыгранной на синтезаторной гитаре, в её тексте, в свою очередь, переосмыслялся персонаж Майор Том из «Space Oddity». Сингл привлёк внимание международной аудитории к андеграундному движению «новых романтиков», после того как Боуи посетил лондонский клуб «Blitz», обитель этого музыкального направления, чтобы пригласить нескольких видных его представителей (в том числе Стива Стрэнджа из группы Visage) на съёмки в видеоклипе, впоследствии признанном одним из самых инновационных в истории. Хотя Scary Monsters базировался на принципах, заложенных Берлинской трилогией, критики сочли его более прямолинейным, как в музыкальном, так и в лирическом плане. В отличие от трёх предыдущих работ Боуи, эта пластинка включала элементы хард-рока, что было обусловлено участием в её записи гитаристов Роберта Фриппа, Пита Таунсенда и вышеупомянутого Чака Хаммера. 29 июля Боуи начал выступать на Бродвее, присоединившись к актёрскому составу пьесы «Человек-слон» в роли Джозефа Меррика. Произошедшее в конце года убийство Джона Леннона произвело на Боуи гнетущий эффект: он не только потерял друга, но и сам был близок к гибели. Убийца Марк Чепмен посещал пьесу «Человек-слон», фотографировал музыканта возле сцены и вскоре после этого застрелил Леннона. Чепмен заявил полиции, что если бы ему не удалось убить Леннона, он бы вернулся в театр и застрелил Боуи. У Чепмена нашли программку театральной пьесы, на которой имя «Дэвид Боуи» было жирно обведено чёрными чернилами.
В 1981 году Боуи объединился с музыкантами группы Queen для записи песни «Under Pressure». Композиция обрела мгновенную популярность, став третьим синглом музыканта, возглавившим хит-парад UK Singles Chart. В том же году Боуи исполнил эпизодическую роль в немецком фильме «Мы, дети станции Зоо», киноадаптации реальной истории из жизни 13-летней берлинской девочки, которая попадает в плохую компанию и начинает принимать героин. Наркозависимость приводит главную героиню к проституции и последующей деградации личности. Боуи приписывают «специальное сотрудничество» в титрах, а его музыка занимает видное место в фильме. Одноимённый альбом был выпущен в 1981 году и содержал версию «„Heroes“», частично спетую на немецком языке, которая ранее была включена в немецкое издание саундтрека. В 1982 году Боуи получил главную роль в телеадаптации пьесы «Ваал» Бертольта Брехта. На фоне этих событий был выпущен мини-альбом под названием David Bowie in Bertolt Brecht’s Baal с пятью песнями записанными ранее в берлинской студии Hansa Studio by the Wall. Он стал последней работой Боуи для лейбла RCA Records — последующие работы музыканта выходили на EMI. В марте 1982 года, за месяц до релиза фильма Пола Шредера «Люди-кошки», заглавная песня Боуи «Cat People (Putting Out Fire)», включённая в его саундтрек, была выпущена в качестве сингла, отметившись в лучшей тридцатке чарта Великобритании.
Пик популярности Боуи пришёлся на 1983 год с выходом альбома Let’s Dance. Пластинка, спродюсированная Найлом Роджерсом из группы Chic, стала «платиновой» по обе стороны Атлантики. Три её сингла вошли в Top-20 чартов обеих стран, а заглавная композиция заняла первое место. Добравшиеся до 2-й строчки британского чарта две оставшиеся песни — «Modern Love» и «China Girl» — были дополнены «захватывающими» видеоклипами, которые, по выражению Дэвида Бакли, «задействовали ключевые архетипы в мире поп-музыки». Так, ориентированная на молодежь «Let’s Dance», с историей о паре австралийских аборигенов, и «China Girl», с откровенной любовной сценой (впоследствии частично зацензурированной) на пляже (дань уважения фильму «Отныне и во веки веков»), по словам Бакли, «были достаточно сексуально провокационными, чтобы гарантировать мощную ротацию на MTV». Исполнить соло в заглавной песне был приглашён гитарист-виртуоз Стиви Рэй Вон, хотя в музыкальном видео его партию сымитировал сам Боуи. К 1983 году Боуи стал одним из ключевых видеохудожников того времени. В поддержку Let’s Dance был организован Serious Moonlight Tour, во время которого артиста сопровождали гитарист Эрл Слик и бэк-вокалисты Фрэнк и Джордж Сайммс из группы The Simms Brothers Band. Мировое турне длилось шесть месяцев и пользовалось огромной популярностью. В 1984 году на церемонии MTV Video Music Awards Боуи получил две награды, в том числе первую Video Vanguard Award.

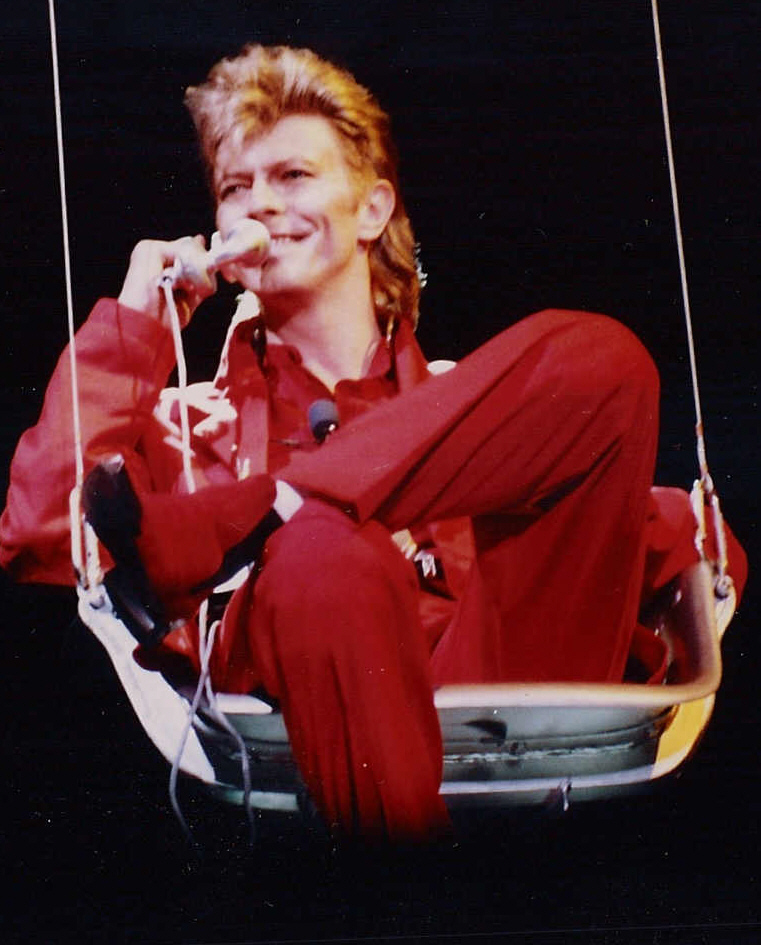
Выступление во время турне Glass Spider Tour, 1987 год

Следом был выпущен ещё один танцевально-ориентированный альбом — Tonight (1984), во время записи которого Боуи сотрудничал с Тиной Тёрнер и вновь с Игги Попом. В альбом вошли несколько кавер-версий, в том числе хит группы Beach Boys «God Only Knows». Одной из самых успешных песен пластинки стала композиция «Blue Jean», которая послужила источником вдохновения для создания короткометражного фильма Jazzin’ for Blue Jean, выигравшего для Боуи премию «Грэмми» за «Лучшее короткометражное музыкальное видео». В 1985 году музыкант выступил на благотворительном концерте Live Aid, масштабном мероприятии организованном для сбора помощи голодающим в Эфиопии. В конце выступления Боуи представил видеосюжет о трагических событиях в Африке, который транслировался под песню «Drive» группы The Cars. После начала его показа скорость пожертвований возросла в несколько раз. Во время мероприятия также состоялась премьера клипа на благотворительный сингл «Dancing in the Street» дуэта Боуи и Мика Джаггера, который возглавил чарты нескольких стран. В том же году Боуи записал с группой Pat Metheny Group песню «This Is Not America» для фильма «Агенты Сокол и Снеговик». Выпущенная в качестве сингла, она отметилась в Top-40 хит-парадов Британии и США. В 1986 году Боуи спродюсировал альбом Игги Попа Blah Blah Blah, который стал самым успешным в его карьере.
В том же году Боуи получил главную роль в фильме «Абсолютные новички». Хотя картина была встречена критиками прохладно, одноимённая музыкальная тема поднялась до 2-го места в британском чарте. В том же году Боуи исполнил роль Джарета, короля гоблинов, в фильме Джима Хенсона «Лабиринт», для которого написал пять новых песен и музыку, совместно с композитором Тревором Джонсом. Его последним сольным альбомом этого десятилетия стал Never Let Me Down (1987), который, на контрасте с предыдущими, лёгкими по звучанию пластинками, был записан в хард-роковом стиле с элементами индастриала и техно. Альбом поднялся до 6-й строчки британского чарта, отметившись хит-синглами «Day-In, Day-Out», «Time Will Crawl» и «Never Let Me Down». Позже Боуи назвал этот диск «надиром [своей дискографии]», а также попросту «ужасным альбомом». В поддержку Never Let Me Down был организован концертный тур Glass Spider Tour, которому предшествовали девять рекламных пресс-конференций. Он стартовал 30 мая и состоял из 86 концертов, одним из его участников был соло-гитарист Питер Фрэмптон. Критики были недовольны, посчитав тур перепродюсированным, и сетуя, что он потворствует текущим тенденциям стадионного рока спецэффектами и масштабным танцевальными постановками (были нанята танцевальная труппа), хотя в ретроспективе критики отмечали его сильные стороны и влияние на концертные постановки таких артистов, как Бритни Спирс, Мадонна и U2. В августе 1988 года Боуи исполнил роль Понтия Пилата в фильме Мартина Скорсезе «Последнее искушение Христа».

### 1989—1991: группа Tin Machine

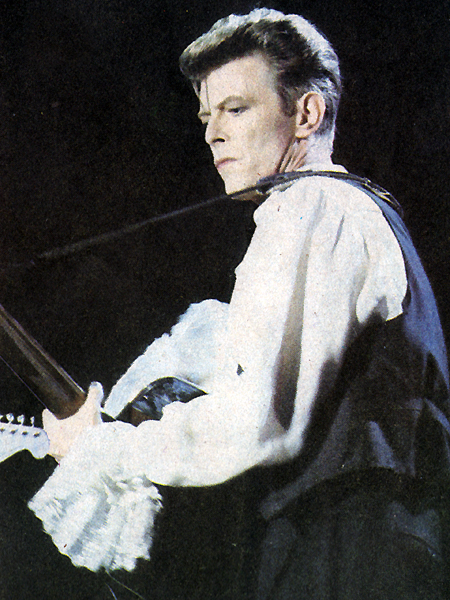
Выступление Боуи во время турне Sound + Vision Tour, 1990 год

В 1989 году, впервые с начала 1970-х годов, Боуи решил сделать паузу в сольной карьере, чтобы сформировать отдельную музыкальную группу. Хард-рок-квартет под названием Tin Machine появился на свет после того, как Боуи начал экспериментировать в студии над новой музыкой с гитаристом Ривзом Габрелсом. Состав был дополнен ритм-секцией — братьями Тони и Хантом Сэйлс, занявшими места басиста и барабанщика соответственно. Оба ранее работали с Боуи над альбомом Игги Попа Lust for Life (1977),.
Боуи задумывал Tin Machine как квартет с равноценной силой голоса, но на протяжении всего его существования он доминировал, как в написании песен, так и в принятии решений. Дебютный диск коллектива, Tin Machine (1989), первоначально пользовался популярностью, хотя его политизированные тексты вызвали неоднозначную общественную реакцию: Боуи описал одну из песен как «упрощённую, наивную, радикальную, запись о становлении неонацизма»; по мнению Сэндфорда, «нужно было иметь мужество, чтобы осудить наркотики, фашизм и телевидение … в терминах, литературный уровень которых был сопоставим с содержанием комиксов». Руководство EMI осталось недовольно «текстами, похожими на проповеди», «повторяющимися мелодиями», а также «минимальным или вовсе отсутствующим продюсированием». Тем не менее, альбом занял 3-е место в чарте Великобритании и вскоре получил «золотой» сертификат в этой стране. Одноимённый гастрольный тур Tin Machine пользовался популярностью, однако среди поклонников и критиков росло нежелание воспринимать Боуи просто как одного из участников квартета. Выпущенные в поддержку альбома синглы, за исключением «Under the God», не попали в чарты, и Боуи, после споров с EMI, покинул лейбл. В то же время музыканта перестала устраивать его роль в группе. На этом фоне, когда Tin Machine уже приступили к работе над вторым альбомом, Дэвид решил вернуться к сольной карьере. Начав исполнять свои проверенные хиты во время семимесячного турне Sound+Vision Tour, он вновь обрёл признание и коммерческий успех.
В октябре 1990 года, через десять лет после развода с Анджелой, Боуи познакомился с сомалийской супермоделью Иман на дне рождения их общего знакомого. Музыкант вспоминал о любви с первого взгляда: «Мы сразу же начали встречаться, я просто не мог поверить, что такое возможно, что отношения могут складываться вот так легко и сразу. Не было вообще никаких трудностей…». Через два года пара поженилась. В тот же период возобновилась работа над вторым альбомом Tin Machine, однако как публика, так и критики, по большей части разочарованные первым релизом группы, не проявили к нему особого интереса. Создание Tin Machine II было омрачено скандалом по поводу обложки пластинки: после того, как стартовали студийные сессии, новый лейбл Боуи — Victory Records — счёл изображение четырёх обнажённых статуй Курос, которые Боуи охарактеризовал как «изысканные», безнравственными и непристойными, требуя заретушировать их гениталии. Группа вновь отправилась на гастроли, однако после выхода концертного диска Tin Machine Live: Oy Vey, Baby, который потерпел коммерческий провал, распалась, и Боуи возобновил сольную карьеру, хотя в дальнейшем продолжил сотрудничать с Ривзом Гэбрелсом.

### 1992—1999: период электронного звучания

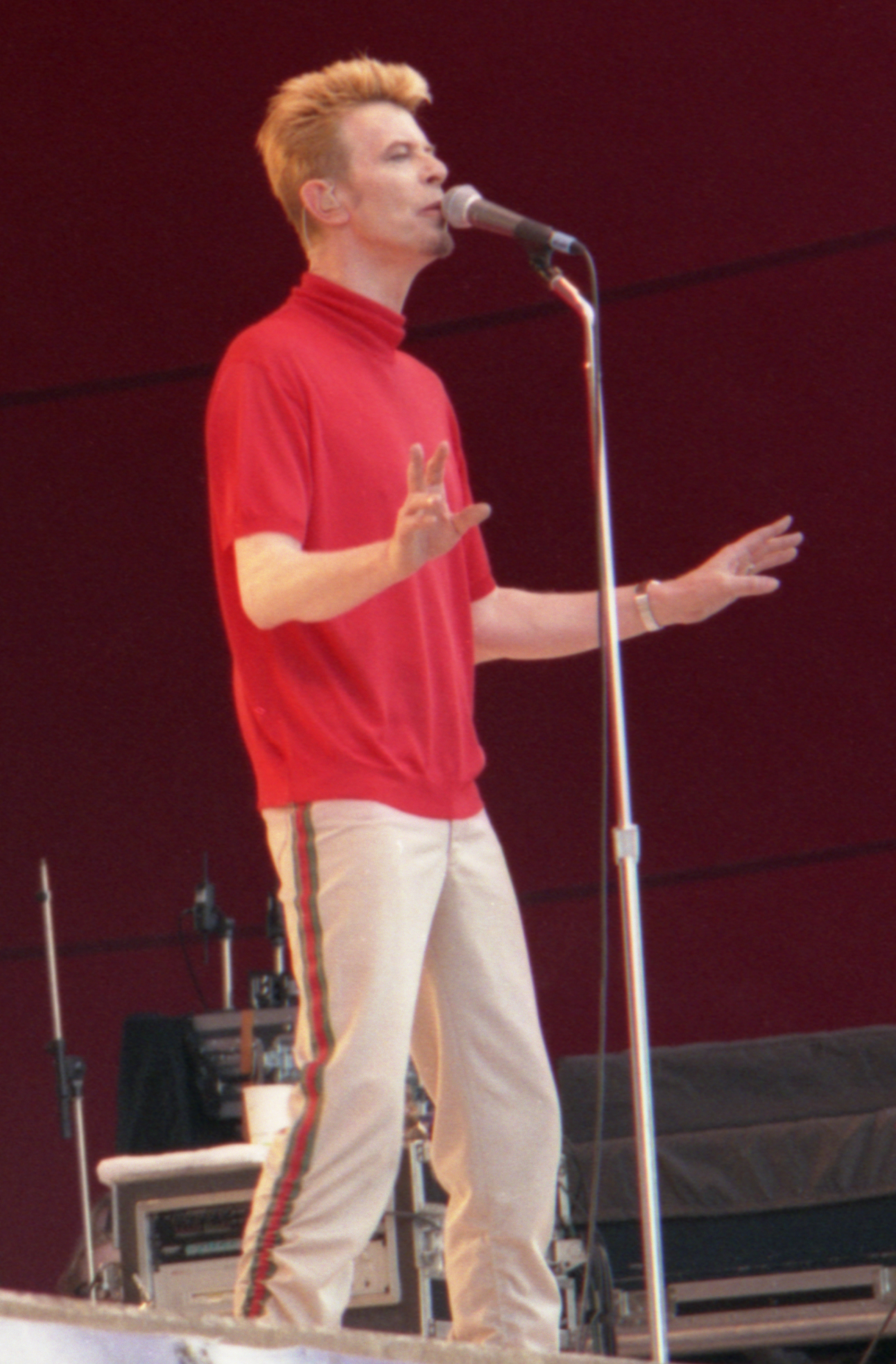
Дэвид Боуи на концерте в Турку (Earthling Tour), 1997 год

20 апреля 1992 года Боуи принял участие в концерте памяти Фредди Меркьюри, который скончался от СПИДа годом ранее. Боуи исполнил песни «„Heroes“» и «All the Young Dudes», а также спел «Under Pressure» дуэтом с Энни Леннокс, которая взяла на себя вокальную партию Меркьюри. Четыре дня спустя Боуи и Иман поженились в Швейцарии; пара собиралась приобрести недвижимость в Лос-Анджелесе, но в итоге поселилась в Нью-Йорке.
В 1993 году Боуи выпустил свой первый сольный альбом за шесть лет — Black Tie White Noise, навеянный соулом, джазом и хип-хопом. Во время записи музыкант вновь воссоединился с Найлом Роджерсом, сделав акцент на использовании электронных инструментов. Black Tie White Noise вернул Боуи популярность, заняв 1-е место на родине певца, а его ведущий сингл, «Jump They Say» попал в Top-10 чарта UK Singles Chart. Артист продолжил исследовать новые музыкальные направления в альбоме The Buddha of Suburbia (1993), саундтреке к телеадаптации одноимённого романа Ханифа Курейши. Для проекта было написано много материала (фигурирующего на пластинке), но в него попала только заглавная тема. Звучание лонгплея заимствовало некоторые жанровые элементы из Black Tie White Noise и обозначило переход музыканта к альтернативному року. Альбом был тепло встречен критиками, но плохо продавался и занял в Великобритании лишь 87-е место.
Боуи с воссоединился с Брайаном Ино для записи квази-индастриального альбома Outside (1995), который задумывался как проект в нескольких частях. Концепция альбома базировалась на собственном рассказе музыканта. Пластинка пользовалась успехом по обе стороны Атлантики, а три её сингла попали в Top-40 британского чарта. Боуи пригласил группу Nine Inch Nails выступать на разогреве в его следующем гастрольном туре, чем вызвал неоднозначную реакцию как у критиков, так и у фанатов. Турне продолжалось с сентября 1995 года по февраль 1996 года, по ходу гастролей к аккомпанирующей группе Боуи присоединился Ривз Гэбрелс. Летом 1996 года Боуи провёл отдельное сольное турне, Outside Summer Festivals Tour, посетив Японию, Исландию и Россию. Телеканал ОРТ записал телеверсию концерта в Государственном Кремлёвском дворце, первого и единственного выступления музыканта в России. 7 января 1997 года Боуи отпраздновал своё пятидесятилетие концертом в Мэдисон-Сквер-Гарден, на котором исполнял собственный материал и песни своих гостей: Лу Рида, Foo Fighters, Роберта Смита (The Cure), Билли Коргана (The Smashing Pumpkins), Блэка Фрэнсиса (Pixies) и Sonic Youth.
17 января 1996 года Боуи был введён в Зал славы рок-н-ролла на 11-й церемонии этого мероприятия. Следующий альбом музыканта, Earthling (1997), включавший эксперименты с джанглом и драм-н-бейсом, получил положительные отзывы прессы и был номинирован на «Грэмми» в категории «Лучшая альтернативная запись», а два его сингла — «Little Wonder» и «Dead Man Walking» — отметились в Top-40 британского чарта. Для пластинки была перезаписана песня «I’m Afraid of Americans» из фильма Пола Верховена «Шоугёлз»; для последующего выпуска на сингле Трент Резнор сделал на неё ремикс. Интенсивная ротация этой песни на MTV способствовала её 16-недельному пребыванию в хит-параде Billboard Hot 100. Лидер Nine Inch Nails выступил исполнительным продюсером Lost Highway (1997), саундтрека к одноимённому фильму Дэвида Линча, который начинался и заканчивался двумя ремиксами песни Боуи «I’m Deranged». 12 февраля 1997 года Боуи получил звезду на Аллее славы в Голливуде. С июня по ноябрь того же года проходил концертный тур Earthling Tour. По окончании гастролей музыкант записал сингл «Perfect Day» для благотворительной организации Children in Need, который занял 1-е место в британском чарте. В 1998 году Боуи воссоединился с Тони Висконти, чтобы записать песню «(Safe in This) Sky Life» для мультфильма «Карапузы». Хотя композиция была вырезана при монтаже, впоследствии её перезаписали и выпустили под названием «Safe» в качестве би-сайда сингла «Everyone Says 'Hi'». Дальнейшая совместная работа с Висконти включала выпуск ограниченным тиражом песни «Without You I’m Nothing» группы Placebo, к оригинальной версии которой был добавлен вокал артиста.

### 1999—2012: неоклассический период

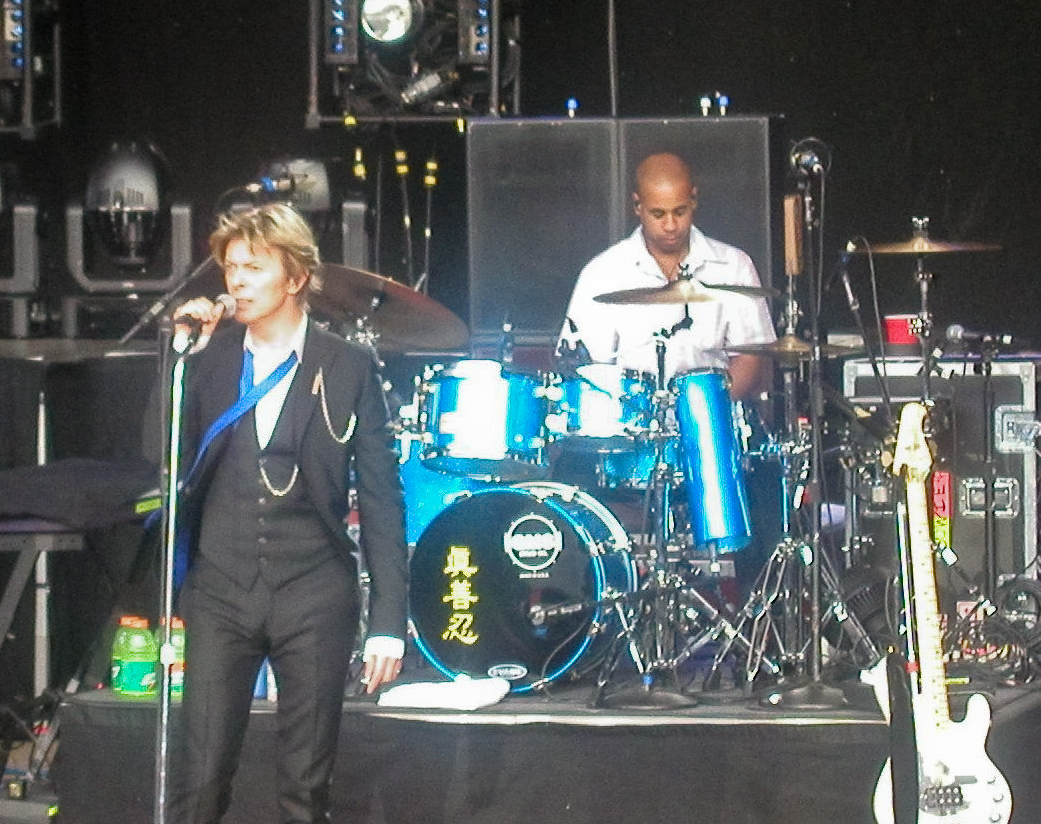
Боуи со Стерлингом Кэмпбеллом во время турне Heathen Tour, 2002 год

В 1999 году Боуи и Гэбрелс написали саундтрек к видеоигре Omikron: The Nomad Soul, в которой Дэвид и Иман также озвучили и стали прототипами двух персонажей. Выпущенный в том же году альбом ‘hours…’, содержащий ряд перезаписанных композиций из Omikron, включал песню на слова Алекса Гранта — победителя придуманного музыкантом интернет-конкурса «Cyber Song Contest». Альбом, при создании которого делался упор на живые инструменты, ознаменовал дистанцирование Боуи от электронной музыки. ‘hours…’ и концертный диск VH1 Storytellers стали последними релизами творческого тандема Боуи и Гэбрелса, который в 1990-х часто выступал соавтором артиста (например, в песне «The Pretty Things Are Going to Hell», вошедшей в саундтрек к фильму «Стигматы»). Студийные сессии пластинки Toy, для которой планировалось записать новые версии некоторых самых ранних произведений Боуи, а также три новые песни, начались в 2000 году, но альбом был выпущен лишь в 2021 году. Вместо этого, при поддержке Висконти, музыкант начал работу над полностью оригинальным материалом, который был выпущен 2002 году в альбоме Heathen.
25 июня 2000 года Боуи во второй раз выступил на фестивале Гластонбери, через 30 лет после своего первого появления на этом мероприятии. Этот концерт был записан, однако выпущен уже после смерти музыканта — в ноябре 2018 года. 27 июня Боуи отыграл программу в лондонском BBC Radio Theater, которая была выпущена на сборнике Bowie at the Beeb, включавшим выступления артиста на Би-би-си в период с 1968 по 1972 годы. 15 августа у Боуи и Иман родилась дочь Александрия. В 2001 и 2003 годах музыкант выражал поддержку организации Tibet House US (образованной с подачи Далай-ламы с целью сохранения тибетской культуры), выступлениями в Карнеги-холле, демонстрируя свою симпатию к буддизму.
В октябре 2001 года Боуи открывал благотворительный Концерт для Нью-Йорка, организованный в поддержку жертв терактов 11 сентября, минималистическим исполнением песни Саймона и Гарфанкеля «America», за которой последовала композиция «„Heroes“», отыгранная под аккомпанемент полноценной группы музыкантов. В 2002 году состоялся релиз альбома Heathen, тур в его поддержку (Heathen Tour) прошёл во второй половине года. Турне по Европе и Северной Америке стартовало выступлением на фестивале Meltdown. Так как Боуи был приглашён выступить худруком этого мероприятия, он подбирал исполнителей по своему вкусу, пригласив Филипа Гласса, Television и The Dandy Warhols. Помимо нового материала, в турне звучали песни эпохи Low. В 2003 году был выпущен лонгплей Reality, поддержанный масштабным мировым турне A Reality Tour, посещаемость которого составила около 722 000 человек, больше чем у любого концертного тура в 2004 году. 13 июня Боуи стал хедлайнером фестиваля на острове Уайт — его последним концертом в Великобритании. 25 июня музыкант почувствовал боль в груди во время выступления на фестивале Hurricane Festival в Шесселе. Первоначально предполагалось защемление плечевого нерва, однако впоследствии у него была диагностирована закупорка коронарной артерии, что потребовало экстренной ангиопластики, выполненной в Гамбурге. Оставшиеся 14 концертов тура были отменены.
Оправляясь следующие несколько лет от сердечного приступа, Боуи значительно сократил музыкальную деятельность, выступая на сцене и появляясь в студии лишь для единовременных проектов. В 2004 году он перепел песню «Changes» с Баттерфляй Буше для анимационного фильма «Шрек 2». В том же году в прокат вышел фильм «Водная жизнь» саундтрек которого содержал песни из его раннего творчества. В 2005 году Боуи записал вокал для композиции «(She Can) Do That», написанной в соавторстве с Брайаном Трансо, для фильма «Стелс». В сентябре того же года музыкант выступил с группой Arcade Fire на телешоу Fashion Rocks, а неделю спустя с ними же на Music Marathon CMJ. Также Боуи поучаствовал в записи одной из песен в их альбоме Return to Cookie Mountain, и присоединился к Лу Риду на пластинке No Balance Palace датских альт-рокеров Kashmir, которая была спродюсирована Тони Висконти.

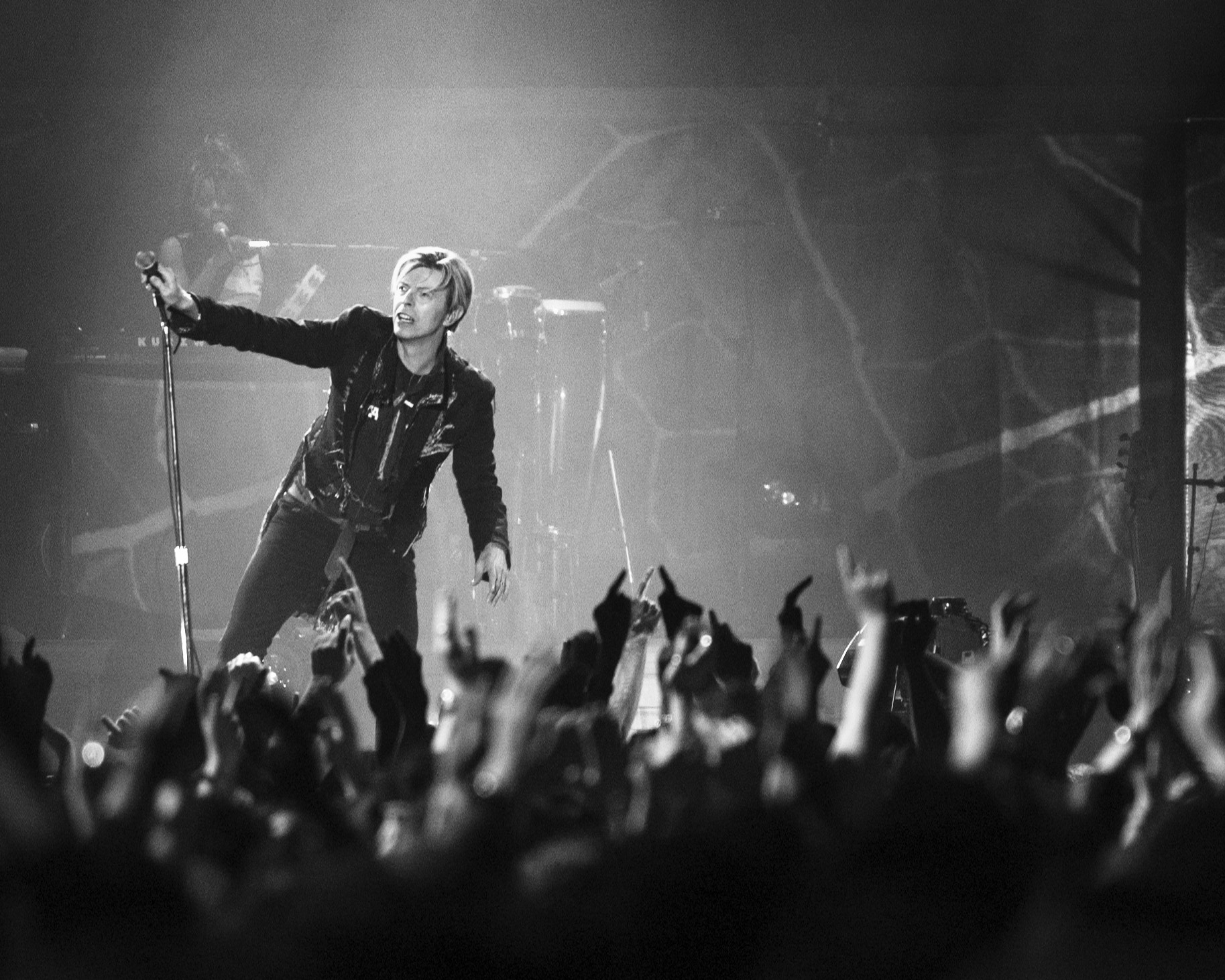
Боуи выступает в Дублине, в ноябре 2003 года во время турне A Reality Tour, ставшего его последним гастрольным туром в карьере

8 февраля 2006 года Боуи был удостоен премии «Грэмми» «За жизненные достижения». В апреле музыкант объявил: «Я беру годичный отпуск — никаких гастролей, никаких альбомов». Тем не менее, 29 мая он появился в качестве гостя на концерте Дэвида Гилмора в Королевском Альберт-холле, исполнив с ним песни Pink Floyd «Arnold Layne» и «Comfortably Numb». Мероприятие было записано и выпущено под названием Remember That Night. В ноябре Боуи вновь поучаствовал в нескольких концертах, выступив с Алишей Киз на мероприятии Black Ball, а также на благотворительном концерте фонда Keep a Child Alive в Hammerstein Ballroom. Это выступление стало последним появлением Боуи на сцене с собственными песнями.
В 2007 году Боуи стал куратором фестиваля High Line, проходившим в заброшенном железнодорожном парке на Манхэттене. Среди музыкантов и артистов, приглашённых им на это мероприятие, фигурировал французский дуэт AIR и английский комик Рики Джервейс, а также демонстрировались работы Клод Каон. В 2008 году музыкант поучаствовал в записи альбома Скарлетт Йоханссон Anywhere I Lay My Head, состоявшим из песен Тома Уэйтса. В июне 2008 года был выпущен концертный альбом эпохи Зигги Стардаста — Live Santa Monica ’72. В том же месяце состоялся релиз сборника iSelect, составлением которого занимался сам музыкант (единственным его хитом была песня «Life on Mars?»). В январе 2010 году увидел свет двойной концертный альбом A Reality Tour, содержащий материал из одноимённого турне: аранжировки многих известных песен были радикально изменены, а некоторые композиции сыграны в иной тональности.
В конце марта 2011 года доступным в интернете оказался ранее заброшенный артистом альбом Toy, содержавший материал, использованный на Heathen и большинстве би-сайдах его синглов, а также перезаписанные версии ранних песен музыканта. В августа того же года биограф артиста, Пол Трынка, заявил, что, по его сведениям, Дэвид Боуи завершил музыкальную карьеру. Возможное возобновление творческой деятельности артиста писатель назвал «чудом».

### 2012—2016: последние годы
- «Sound and Vision»
- «Ashes to Ashes»
- «Station to Station»
- «Life on Mars?»
- «“Heroes”»
- «Sweet Thing/Candidate/Sweet Thing (Reprise)»
- «Young Americans»
- «Oh! You Pretty Things»
- «’Tis a Pity She Was a Whore»
- «Drive-In Saturday»

8 января 2013 года, в день 66-летия музыканта, появился анонс его нового альбома — The Next Day, выпуск которого был запланирован на март. Первый за десять лет студийный диск Боуи содержал 14 песен и 3 бонус-трека. Продюсер Тони Висконти отмечал, что для альбома было записано 29 песен, некоторые из которых могут появиться на его следующей пластинке, работа над которой планировалась в том же году. Анонс сопровождался релизом сингла «Where Are We Now?», который был написан и записан при поддержке Висконти, а также музыкальным видео на эту песню. Через несколько часов после релиза сингл возглавил британский чарт iTunes и дебютировал в UK Singles Chart на 6-м месте, став первым за двадцать лет синглом артиста, попавшим в Top-10 этого хит-парада.
1 марта альбом стал доступен для бесплатного прослушивания через iTunes. The Next Day дебютировал на вершине UK Albums Chart, став первым альбомом музыканта со времён Black Tie White Noise (1993), возглавившим местный хит-парад, а также самым быстро продаваемым альбомом года на тот момент. Музыкальное видео на песню «The Next Day» вызвало скандал из-за религиозного подтекста: сначала оно было удалено с YouTube за нарушение условий предоставления услуг, а затем восстановлено с предупреждением, рекомендующим просмотр только лицам старше 18 лет.
По информации газеты The Times, Боуи выразил намерение прекратить давать интервью. В том же году музыкант исполнил эпизодическую роль в клипе на песню Arcade Fire «Reflektor». В середине 2014 года у Боуи диагностировали рак печени, что музыкант держал в секрете до самой смерти. В сентябре того же года появилась информация о его следующем сборнике Nothing Has Changed, выпуск которого состоялся в ноябре. Компиляция содержала редкие треки и старый материал из дискографии музыканта, а также новую песню под названием «Sue (Or in a Season of Crime)».
В августе 2015 года было объявлено, что Боуи сочиняет материал для мюзикла по мультсериалу «Губка Боб Квадратные Штаны». Помимо этого, музыкант написал вступительную тему к телесериалу «Последние пантеры», вышедшему в эфир в ноябре. Эта музыкальная тема была использована в заглавной песне из альбома Blackstar, выпущенном в январе 2016 года, который, как отмечали ряд экспертов, был вдохновлён ранними экспериментами Боуи с краут-роком. Обозреватель газеты The Times выражал мнение, что «„Blackstar“, возможно, самая странная работа [в дискографии] артиста». 7 декабря 2015 года состоялась премьера мюзикла «Лазарь», музыку для которого написал сам Боуи. Его последнее публичное появление состоялось на этой премьере.
Blackstar был выпущен 8 января 2016 года, в день 69-летия Боуи, и был тепло встречен критиками. После смерти музыканта 10 января Тони Висконти сообщил, что Боуи видел альбом своей лебединой песней и «прощальным подарком» для поклонников. В последнем альбоме автор открыто размышлял о жизни и смерти, а обозреватель из CNN заявил, что альбом «демонстрирует человека, который, кажется, борется со своей смертностью». Позже Висконти сообщил, что Боуи планировал выпустить ещё один альбом и записал демоверсии пяти песен в последние недели своей жизни, предполагая, что ему уготовано несколько месяцев. На следующий день после смерти музыканта количество просмотров его видео в интернете резко возросло, побив рекорд платформы Vevo среди самых просматриваемых исполнителей за одни сутки. 15 января Blackstar дебютировал на верхней строчке британского чарта, также став первым альбомом Боуи, достигшим вершины чарта США. Blackstar отметился на 1-м месте ряда других стран, включая Австралию, Францию, Германию, Италию, Новую Зеландию. В общей сложности на фоне смерти артиста 19 его альбомов попали в UK Top 100 Albums Chart, а 13 синглов — в UK Top 100 Albums Chart.

### После 2016 года: посмертные релизы
- «“Heroes”»
- «Life on Mars?»
- «Space Oddity»
- «Let’s Dance»
- «Changes»
- «Ashes to Ashes»
- «Rebel Rebel»
- «Starman»
- «Sound and Vision»
- «Modern Love»

В сентябре 2016 года был выпущен бокс-сет, посвящённый периоду увлечения Боуи соулом, середины 1970-х годов; в него вошёл ранее не издававшийся альбом The Gouster (1974). 8 января 2017 года состоялся релиз мини-альбома No Plan, в день 70-летия артиста. Помимо композиции «Lazarus», в него вошли три песни, которые Боуи записал во время студийных сессий альбома Blackstar, но которые не попали в альбом, а были включены в саундтрек к мюзиклу «Лазарь». Отдельным событием был выпущен видеоклип на заглавный трек. В 2017 и 2018 годах увидела свет серия концертных альбомов, охватывающих гастрольные туры Diamond Dogs Tour (1974), Isolar Tour (1976) года и Isolar II Tour (1978). В январе 2017 года, незадолго до юбилейной даты, было объявлено, что Боуи станет первым сольным артистом, в честь которого Королевская почта Великобритании выпустит именную серию марок. В феврале 2017 года Боуи была присуждена музыкальная премия BRIT Awards в номинации «Лучший британский исполнитель». Тем самым, доведя общее количество побед артиста до трёх. Боуи стал первым исполнителем, которого удостоили этой награды посмертно. СМИ отмечали, что течение двух лет после смерти музыканта продажи его альбомов только в Великобритании составил более 5 миллионов копий. В 2016 году Международная федерация фонографической индустрии опубликовала список «10 лучших исполнителей года», сравнивая их по количеству проданных альбомов по всему миру, Боуи занял в нём второе место, уступив лишь американскому рэперу Дрейку.
12 февраля 2017 года, на 59-й ежегодной церемонии премии «Грэмми», Боуи выиграл во всех пяти категориях, в которых был номинирован: «Лучшее рок-исполнение»; «Лучший альтернативный музыкальный альбом»; «Лучший звукорежиссёр, неклассического альбома»; «Лучшее оформление альбома» и «Лучшая рок-песня». Он впервые победил в музыкальных номинациях этой премии. 8 января 2020 года, в день 73-летия артиста, была выпущена ранее не издававшаяся версия песни «The Man Who Sold the World», а также появилось сообщение о двух будущих релизах: мини-альбома Is It Any Wonder? (только на стриминговых платформах) и сборника ChangesNowBowie, приуроченного ко Дню музыкального магазина. В августе 2020 года состоялся релиз ещё одной серии концертных записей, в том числе выступлений артиста в Далласе (1995 года) и Париже (1999 года). Впоследствии эти концертные альбомы, а также записи других живых выступлений музыканта, сделанные в период с 1995 по 1999 год, стали частью бокс-сета Brilliant Live Adventures. 3 января 2022 года компания Warner Music Group приобрела права на весь музыкальный каталог Боуи. Сумма сделки составила более 250 миллионов долларов. Согласно договору, компания получила права на песни из 26 студийных альбомов музыканта, выпущенных при его жизни, а также посмертный релиз Toy, премьера которого состоялась 7 января 2022 года. Также, соглашение включало два альбома группы Tin Machine и некоторые другие синглы. 17 января Боуи был объявлен самым продаваемым исполнителем XXI века в категории релизов на виниловых пластинках.

## Кинокарьера
Мне часто предлагают роли в плохих фильмах. И, в основном, это какие-то бесноватые пидоры, трансвеститы или марсиане.
На протяжении всей своей карьеры Боуи снялся в более чем 30 кинофильмах, телешоу и театральных постановках. Актёрская карьера Боуи была «продуктивно избирательной», так как по большей части артист избегал главных ролей и предпочитал камео и второстепенных персонажей. Многие критики отмечали, что если бы Боуи предпочёл музыке кинокарьеру, он мог бы добиться там большого успеха. Также выражалось мнение, что, хотя присутствуя на экране он перетягивал внимание на себя, важнейшим вкладом артиста в кино было использование его песен в саундтреках таких фильмов, как «Шоссе в никуда», «Мулен Руж!», «История рыцаря», «Водная жизнь Стива Зиссу» и «Бесславные ублюдки».
Среди самых известных ролей музыканта — инопланетянин Томас Джером Ньютон в «Человеке, который упал на Землю» (награждённая кинопремией «Сатурн»), вампир Джон в «Голоде» (где его партнёршами были Катрин Денёв и Сьюзан Сарандон), король гоблинов Джарет в «Лабиринте», специальный агент Филлип Джеффрис в «Твин Пиксе».

## Другие проекты

### Увлечение живописью и коллекционирование произведений искусства
Боуи увлекался рисованием и живописью. В 1976 году он переехал в Швейцарию, купив шале на холмах к северу от Женевского озера. Благодаря смене обстановки музыкант существенно сократил потребление кокаина, и у него появилось свободное время для сторонней творческой деятельности. Боуи начал много рисовать и создал ряд постмодернистских произведений. Во время гастролей он делал наброски в блокноте и фотографировал пейзажи для дальнейшего использования. Посещая галереи в Женеве и музей Брюкке в Берлине, Боуи превратился, по словам Сэндфорда, в «плодовитого создателя и коллекционера современного искусства… Мало того, что он стал известным меценатом экспрессионистского искусства; обособившись на Кло-де-Мезанж артист начал интенсивный курс самосовершенствования по классической музыке и литературе, а также приступил к работе над автобиографией».
Первая персональная художественная выставка Боуи, названная «New Afro/Pagan and Work: 1975—1995», прошла в 1995 году в лондонской галерее на Корк-стрит. В 1998 году его пригласили в редакционный совет журнала Modern Painters, в том же году он поучаствовал в художественной мистификации — арт-проекте о выдуманном живописце по имени Нэт Тейт.
В 1998 году во время интервью с Майклом Киммельманом для The New York Times Боуи сказал: «Если на чистоту, произведения искусства — единственные вещи, которыми я всегда мечтал владеть». Впоследствии, в интервью 1999 года для Би-би-си, он подчеркнул: «Единственное, что я покупаю с одержимостью и пристрастием, — это предметы искусства». В середине 2016 года коллекция артиста, в которую входили работы Дэмьена Херста, Дерека Бошира, Франка Ауэрбаха, Генри Мура и Жана-Мишеля Баския, оценивалась более чем в 10 миллионов фунтов стерлингов.
После смерти музыканта члены его семьи решили продать бо́льшую часть его коллекции, так как у них «не хватало места» для её хранения. 10 и 11 ноября 2016 года компания Sotheby’s провела в Лондоне три аукциона: первый с 47 лотами, второй с 208 лотами — картин, рисунков и скульптур, а третий со 100 лотами предметов дизайна. Выставленные на продажу предметы искусства составляли около 65 процентов коллекции Боуи. Перед торгами они демонстрировались на отдельной публичной экспозиции, которая привлекла около 51 470 посетителей; в аукционе приняли участие 1 750 участников, ещё более 1 000 торгов прошли онлайн. Общая сумма вырученных средств составила 32,9 миллиона фунтов стерлингов (около 41,5 миллиона долларов), самым дорогим лотом стала вдохновлённая граффити картина Баскии Air Power, которая была продана за 7,09 миллиона фунтов стерлингов.

### Bowie Bonds, BowieNet и BowieBanc
В 1997 году Боуи первым из знаменитостей выпустил именные облигации Bowie Bonds (ценные бумаги), которые имели десятилетний срок обращения и выпускались под залог роялти от продажи альбомов, записанных до 1990 года (25 альбомов, 287 песен). Боуи рассуждал: «В течение десяти лет я получу огромную сумму от продажи старых записей, но наличные нужны мне прямо сейчас». Разработать схему помог финансист Дэвид Пуллман, позднее он начал оказывать схожие услуги другим артистам. Агентство Moody’s сочло Bowie Bonds надёжными бумагами с низким риском дефолта — продав облигации компании Prudential Insurance, музыкант получил $55 млн. Он использовал этот доход для выкупа своих песен у бывшего менеджера Тони Дефриса. Роялти за 25 альбомов генерировали денежный поток, обеспечивавший выплату процентов по облигациям. Облигации были погашены в 2007 году, и права на доход от песен вернулись к Боуи.
В сентябре 1998 года Боуи запустил именного интернет-провайдера под названием BowieNet, разработанного совместно с Робертом Гудейлом и Роном Роем. Абонентам службы коммутируемого доступа предлагался эксклюзивный контент, адрес электронной почты домена BowieNet и доступ в интернет. Артист часто чатился с поклонниками и приобщал друзей-музыкантов к всемирной паутине. Провайдер был упразднён в 2006 году. В 2000 году Боуи стал соучредителем онлайн-банка BowieBanc, проект работал на мощностях USABancShares. Каждому клиенту предлагали годовую подписку на BowieNet со скидкой — за $71,4, а на кредитных картах был размещён портрет музыканта. К середине 2000 года BowieBanc насчитывал менее 1500 клиентов. За это время компания USABancShares потеряла $9,7 млн, из которых $6 млн ушло на маркетинг. Боуи же не имел никакого отношения к банковским операциям и не вложил ни копейки в бизнес.

## Личная жизнь

### Ранние отношения
В 1964 году у 17-летнего Боуи начался роман с 14-летней певицей Даной Гиллеспи. Они поддерживали близкую связь на протяжении десятилетия. Боуи написал для неё песню «Andy Warhol», а Гиллеспи исполнила бэк-вокал в «Ziggy Stardust», в довершении Дэвид (вместе с Ронсоном) спродюсировал её альбом Weren’t Born a Man (1973). Боуи прекратил контактировать с Гиллеспи после развода с Анджелой. Гиллеспи с теплотой вспоминала проведённое вместе время.
В 1967 году Боуи познакомился с мимом Линдси Кемпом и записался в его танцевальный класс в Лондонском танцевальном центре. В 1972 году он заявил, что встреча с Кемпом была моментом, когда его интерес к собственному образу возрос. «Это было столь же волшебно, как буддизм» — отмечал музыкант, — «и я продался с потрохами… Я думаю, отсюда корни и моего интереса к персонажам». В январе 1968 года Кемп поставил танцевальную сцену для пьесы «Выстрел из пистолета» (из телеантологии «Театр 625»), в которой участвовали Боуи и танцовщица Гермиона Фартингейл; вскоре молодые люди начали встречаться и поселились в отдельной квартире. Однако в начале 1969 года пара рассталась, после того как девушка уехала в Норвегию, чтобы принять участие в съёмках фильма «Песня Норвегии»; это событие повлияло на моральное состояние музыканта и отразилось в нескольких его песнях, таких как «Letter to Hermione» и «Life on Mars?», а также в музыкальном клипе на песню «Where Are We Now?», где он был одет в футболку с надписью «m/s Song of Norway». Их последней совместной работой стали съёмки «Люблю тебя до вторника» (проходившие в январе 1969 года), 30-минутного фильма выпущенного лишь в 1984 году: он задумывался как рекламный проект, составленный из выступлений Боуи, в том числе исполнения песни «Space Oddity», которая на тот момент ещё не была выпущена.

### Семья

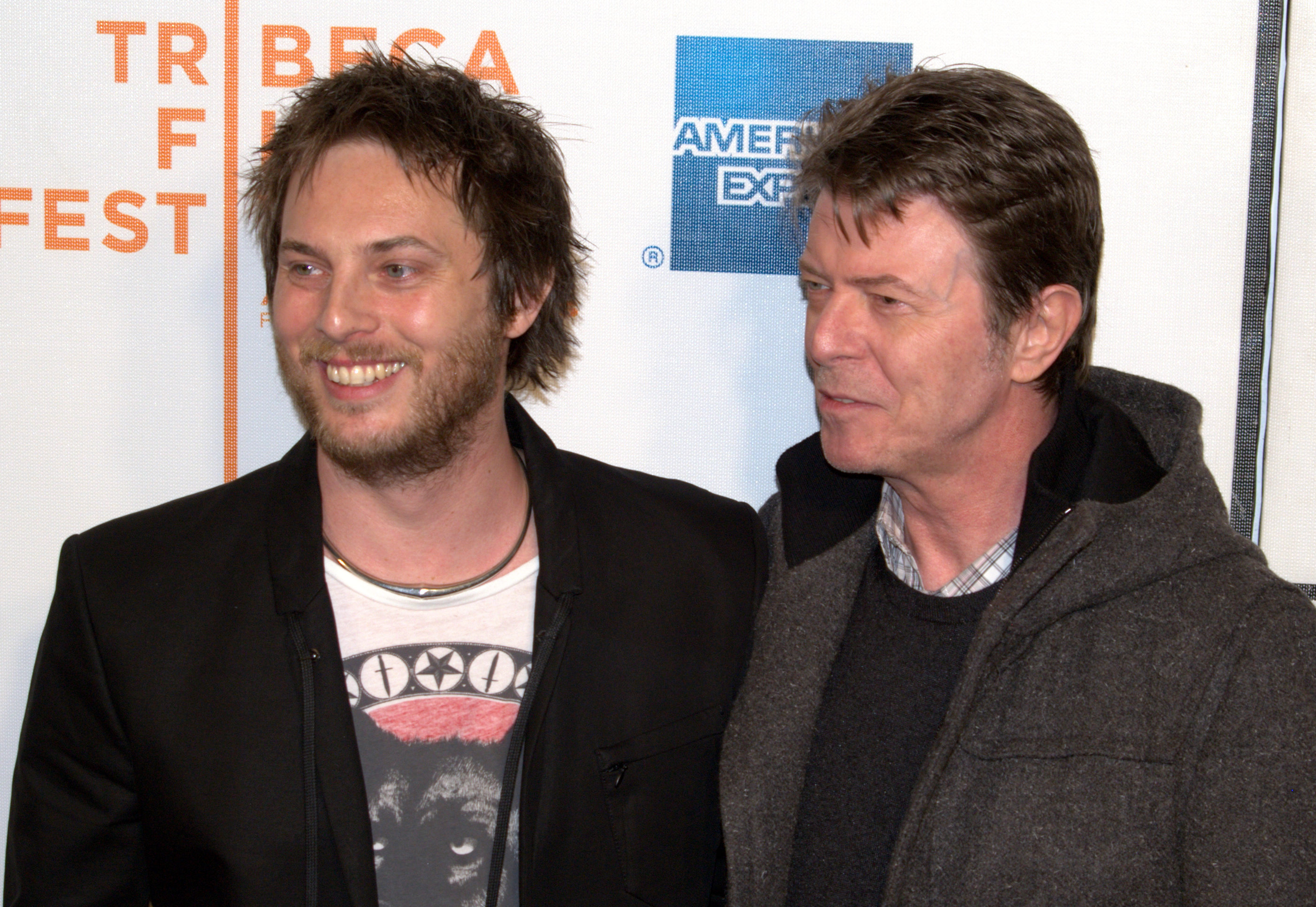
Боуи с сыном, Данканом Джонсом, на премьере его режиссёрского дебюта

Боуи впервые женился на Мэри Анджеле «Энджи» Барнетт 19 марта 1970 года в Бромли. Анджела описала их союз как брак по расчёту. «Мы поженились, чтобы я могла [получить разрешение на] работу. Я не думала, что это продлится долго. Дэвид сказал мне, прежде чем мы поженились: „На самом деле я не люблю тебя“, и я подумала, что это, наверное, хорошо», вспоминала она. В свою очередь Боуи говорил, что «жизнь с Анджелой была похожа на жизнь с паяльной лампой». Их сын Данкан, родившийся 30 мая 1971 года, первые 12 лет жизни был известен как Зоуи, родители выбрали для него «странное имя», происходящее от греческого слова «ζωή», жизнь. Супруги развелись 8 февраля 1980 года в Швейцарии. Боуи получил опеку над сыном. После того, как договор о неразглашении, который был частью их бракоразводного процесса, закончился, Анджела опубликовала воспоминания об их совместной семейной жизни под названием «Лазейки за кулисы: бурная жизнь с Дэвидом Боуи». Считается, что любовь жены Боуи к моде и эпатажу оказала существенное влияние на раннюю карьеру музыканта и обретение им известности
Дэвид и Анджела состояли в открытом браке и имели романы на стороне: у Дэвида были отношения с моделями Сириндой Фокс и Биби Бьюэлл, а также с бэк-вокалисткой группы Young Americans Авой Черри. В свою очередь, Энджи какое-то время была увлечена музыкантами Роном Эштоном и Джеймсом Уильямсоном, а также одним из телохранителей Дэвида Энтоном Джонсом.
24 апреля 1992 года Боуи женился на сомалийско-американской модели Иман Абдулмаджид на частной церемонии в Лозанне. Венчание происходило 6 июня во Флоренции, в церкви Св. Иакова. Второй брак музыканта отразился на альбоме Black Tie White Noise, особенно в таких песнях, как «The Wedding»/«The Wedding Song» и «Miracle Goodnight». «Нам так повезло, что мы повстречались именно в тот момент, когда были нужны друг другу, — вспоминал артист позже. — Она — невероятно красивая женщина, но это лишь одна её сторона. Она отличный человек и чудесная мать…». 15 августа 2000 года у супругов родилась дочь Александрия «Лекси» Захра Джонс. «Теперь я снова папа! — радовался этому событию музыкант. — Что может быть лучше этого? Лекси полностью изменила мою жизнь! Мы играем, я читаю ей перед сном — это так здорово! Я наслаждаюсь каждой секундой нашего общения…». Музыкант был особенно рад тому, что смог сохранить хорошие отношения с сыном: «Относительно сына у меня много сожалений. Я взял его под опеку, когда ему было шесть лет, а до тех пор его родителем была няня. Я же был тогда не в порядке… Но все разрушенные мосты починены. Я благодарю судьбу, что у нас теперь нормальные, близкие отношения». Пара проводила большую часть свободного времени между Лондоном и Нью-Йорком, а также в Сиднее (район Элизабет-Бей) и на острове Мюстик (апартаменты в Britannia Bay House).

### Коко Шваб
Корин «Коко» Шваб была личным ассистентом Боуи в течение 43 лет, с 1973 года и до его смерти. Первоначально она работала секретаршей в лондонском офисе MainMan, помогая Боуи во время суда с Тони Дефрисом, после чего он пригласил её стать его помощником. Боуи называл Шваб своим лучшим другом и признавал, что она спасла ему жизнь в 1970-х, когда помогла побороть наркотическую зависимость. Впоследствии он посвятил ей песню «Never Let Me Down». Шваб не ладила с Энджи, которая позже обвинила её в крахе брака с Боуи. Боуи завещал Шваб 2 миллиона долларов. После смерти музыканта его друзья, включая Тони Занетту и Робина Кларка, выразили ей дань уважения.

### Сексуальная ориентация
В 1972 году Боуи объявил себя геем в интервью с Майклом Уоттсом для журнала Melody Maker, что совпало с его продвижением образа Зигги Стардаста. По словам Дэвида Бакли, «если Зигги запутал и своего создателя, и свою аудиторию, большая часть этой путаницы была связана с сексуальностью». В интервью журналу Playboy в сентябре 1976 года Боуи сказал: «Это правда — я бисексуал. Но я не могу отрицать, что я очень выгодно использовал этот факт. Я полагаю, это лучшее, что когда-либо случалось со мной». Его первая жена Анджела поддерживала заявление мужа о бисексуальности и утверждала, что у Боуи были отношения с Миком Джаггером.
Позднее, в интервью Rolling Stone (1983 год) Боуи признался, что его публичное заявление о бисексуальности было «самой большой ошибкой», которую он когда-либо совершал, и что весь этот период он оставался «скрытым гетеросексуалом». В других случаях он говорил, что его интерес к бисексуальной культуре был скорее продуктом времени и ситуации, в которой он оказался, нежели его истинными чувствами. Он констатировал: «Я вовсе не чувствовал себя в своей тарелке».

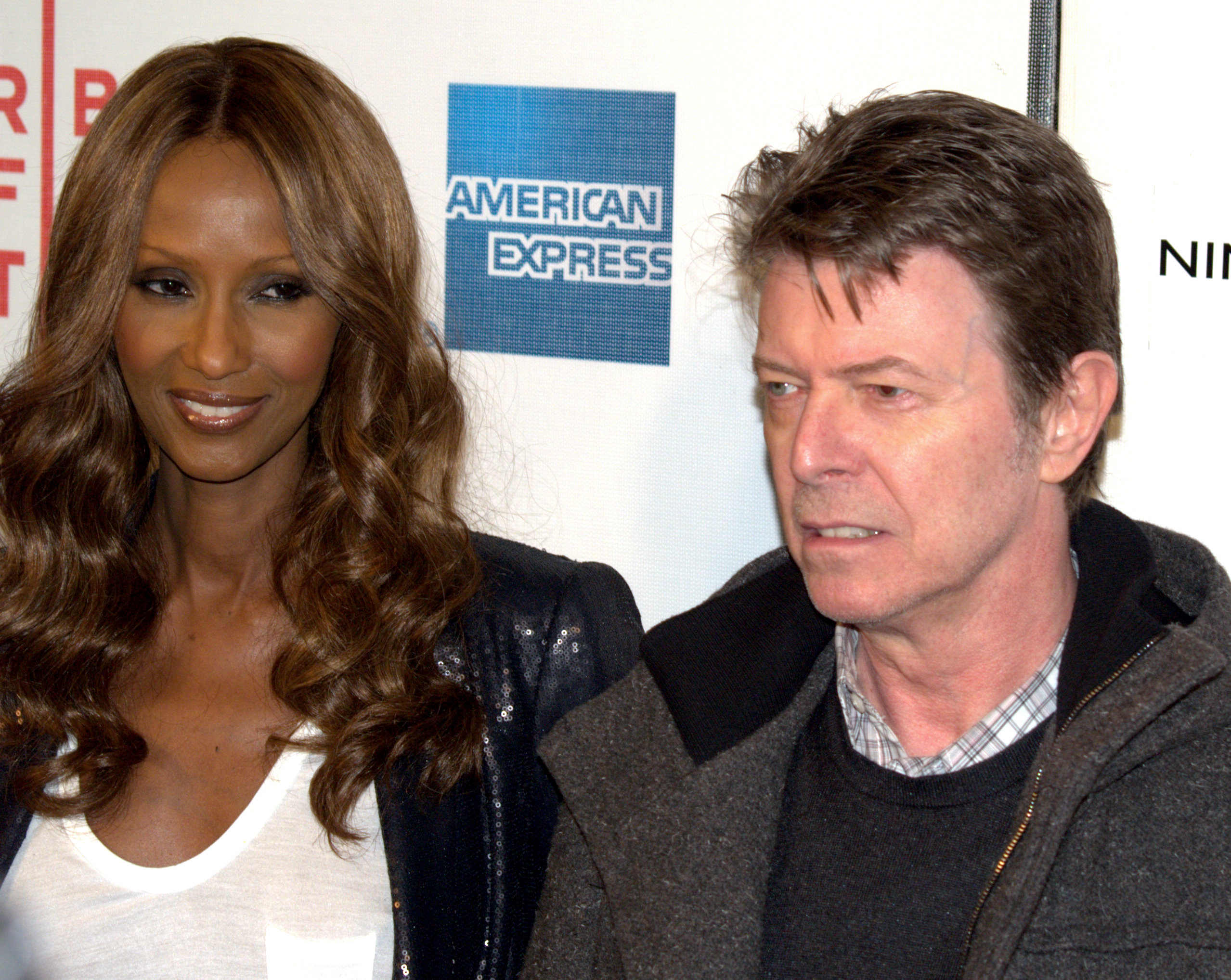
Дэвид Боуи с женой Иман, 2009 год

В 2002 году во время интервью музыканта журналу Blender его спросили, считает ли он до сих пор, что признание в бисексуальности было «самой большой ошибкой в его жизни». Боуи ответил:
Интересно. [Долгая пауза] Я не думаю, что признание в бисексуальности было ошибкой в Европе, но в Америке всё было намного сложнее. У меня не возникало проблем из-за того, что люди относились ко мне как к бисексуалу. Но у меня не было никакого желания агитировать [за ЛГБТ] или становиться представителем каких-либо движений. Я знал, кем хотел быть — автором песен и артистом, я чувствовал, что бисексуальность слишком долго воспринималась как моя основная черта. США весьма пуританское место, что, полагаю, помешало мне реализовать массу проектов, которые я мог бы сделать.
Бакли писал, что сексуальная интрига была нужна Боуи, чтобы шокировать публику и, вероятно, «никогда не был геем и даже последовательным бисексуалом», вместо этого экспериментируя «из чувства любопытства и искренней преданности „трансгрессивному“». По словам Мэри Финнигэн, с которой у музыканта был роман в 1969 году, Боуи и его первая жена Энджи «создали собственную бисексуальную фантазию». Кристофер Сэндфорд писал, что Боуи «создал для себя фетиш, постоянно повторяя шутку, что он познакомился со своей женой в период, когда они трахались с одним и тем же парнем. […] Однополый секс всегда был предметом анекдотов и поводом посмеяться. То, что на самом деле вкусы Боуи склонялись в противоположную сторону, ясно даже из частичного подсчёта его романов с женщинами». В 2016 году публицист Би-би-си Марк Истон писал, что Великобритания «гораздо более терпима к различиям» и что права геев (такие как на однополые браки) и гендерное равенство не получили бы «такой широкой поддержки сегодня без андрогинного вызова Боуи десятилетия назад».

## Отношение к религии
На протяжении многих лет Боуи неоднократно упоминал о религии и своей возрастающей набожности. Под влиянием брата Терри начиная с 1967 года он увлёкся буддизмом и подумывал стать буддийским монахом. Со слов Боуи, после нескольких месяцев его обучения в лондонском Тибет-Хаусе один лама сказал ему: «[В глубине души] ты не хочешь быть буддистом… Твой путь — это музыка». В 1975 году Боуи признался: «Я почувствовал, что совершенно, абсолютно один. И, вероятно, я был одинок, потому что почти отрёкся от Бога». В своём завещании Боуи отдельно оговорил пункт, что его должны кремировать, а прах развеять на Бали в соответствии с буддийскими ритуалами.
В 1992 году Боуи охарактеризовал своё венчание во Флоренции как «подлинное» и «освященное Богом» бракосочетание. В том же году он преклонил колени на сцене во время концерта памяти Фредди Меркьюри и прочитал молитву «Отче наш». В 1993 году Боуи сообщил о «несокрушимой» вере в «неоспоримое» существование Бога. В другом интервью того же года, описывая создание музыки для альбома Black Tie White Noise, он заявил: «… для меня было важно найти что-то [музыкальное], что также не имело бы никакого отношения к институционализированной и организованной религии, в которую я не верю, я должен это прояснить». В интервью 2005 года Боуи заявил: «Я не безоговорочный атеист, и это меня беспокоит. Есть кое-что, что меня удерживает [внутренний голос будто бы говорит]: „Ну, я почти что атеист. Дайте мне пару месяцев. … У меня практически получилось“». На левой икре музыканта была вытатуирована молитва о безмятежности на японском языке.
Боуи признавался, что вопросы духовной жизни всегда присутствовали в его текстах. Так, песня «Station to Station» «очень сильно связана со стояниями крестного пути»; в произведении также конкретно упоминается Каббала. Боуи так комментировал альбом Station to Station (1976) в целом: «Из всего, что я записал, этот альбом ближе всего к магическому трактату». В свою очередь лонгплей Earthling (1997) продемонстрировал «постоянную» потребность музыканта «колебаться между атеизмом или разновидностью гностицизма… Что мне нужно, так это обрести духовное равновесие между тем, как я живу, и моей смертью». Выпущенная незадолго до смерти артиста песня «Lazarus» — из его последнего альбома Blackstar — начиналась словами «Посмотри сюда, я на небесах», в то время как остальная часть альбома посвящена другим вопросам мистики и смертности.

## Политические взгляды
В возрасте семнадцати лет музыкант, ещё известный как Дэйви Джонс, был соучредителем и представителем Общества по предотвращению жестокого обращения с длинноволосыми мужчинами, которое создали в ответ на то, что членов группы The Manish Boys попросили подстричься для телевизионного выступления на Би-би-си. Он и его товарищи по группе дали интервью в выпуске телепередачи «Сегодня вечером» от 12 ноября 1964 года, чтобы поддержать музыкантов. Боуи заявил корреспонденту программы: «Я думаю, что всем нам нравятся длинные волосы, и мы не понимаем, почему другие люди преследуют нас за это».
В 1976 году, находясь в образе Измождённого Белого Герцога, Боуи сделал ряд заявлений в интервью для Playboy, NME и шведской прессы, в которых выражал поддержку фашизма и отзывался с восхищением о Адольфе Гитлере: «Великобритания готова к фашистскому лидеру… Я думаю, это было бы полезно для страны. В конце концов, фашизм ― это в сущности национализм… Я твёрдо верю в фашизм… люди всегда более активны при диктатуре… Само собой, самый успешный фашист ― это телевидение. Рок-звёзды тоже фашисты. Адольф Гитлер был одной из первых рок-звёзд…нужен ультраправый фронт, который всё сметет и наведёт порядок». В интервью журналу Melody Maker (октябрь 1977 года) Боуи отказался от своих высказываний, сославшись на психическую нестабильность, вызванную его проблемами с наркотиками в тот период, и подчеркнул: «Я был не в своём уме, полностью, абсолютно сумасшедшим». В том же интервью Боуи назвал себя «аполитичным», заявив: «Чем больше я путешествую, тем менее я уверен в политических философиях. Чем больше политических систем я вижу, тем меньше у меня соблазна присягать на верность какой-то группе людей, поэтому для меня было бы катастрофой занять определённую точку зрения или встать на сторону конкретной политической партии и сказать: „Я с ними“».
В 1980-х и 1990-х годах Боуи резко поменял свои публичные заявления в сторону антирасизма и антифашизма. В интервью ведущему MTV Марку Гудману музыкант раскритиковал канал за недостаточное освещение чернокожих музыкантов, и его явно покоробило предположение Гудмана, что одной из причин этой ситуации был страх телесети перед негативной реакцией со стороны американского Среднего Запада. Боуи описал клипы на песни «China Girl» и «Let’s Dance» как «ясные и прямолинейные» высказывания против расизма. В свою очередь тексты альбома Tin Machine были ещё более открыто направлены против фашизма и неонацизма и критиковались за излишнее морализаторство. В 2007 году Боуи внёс $10 000 в НАСПЦН для правозащитного фонда Jena Six, чтобы помочь оплатить счета шести чернокожих подростков, арестованных и обвинённых в преступлениях, связанных с их участием в нападении на белого юношу.
На церемонии вручения музыкальной премии Brit Awards (10 февраля 2014 года) от имени Дэвида Боуи (который победил в номинации «Лучший сольный исполнитель»), модель Кейт Мосс зачитала обращение с призывом голосовать против независимости Шотландии. В частности там были слова — «Шотландия, оставайся с нами». Упоминание Боуи предстоящего референдума о независимости Шотландии вызвало бурную реакцию в социальных сетях по всей Британии.
В 2015 году Дэвид Боуи, Игги Поп, Бьорк и несколько десятков других артистов подписали обращение к конференции ООН по вопросам изменения климата. Открытое письмо призывало к созданию мирового координационного совета по предотвращению глобального потепления, развитию низкоуглеродной экономики и другим мерам по улучшению экологии Земли.
В 2016 году режиссёр и активист Майкл Мур рассказал, как получил разрешение использовать песню Боуи «Panic in Detroit» в своём документальном фильме «Большая Америка». Сначала режиссёру было отказано, однако он решил сам позвонить музыканту: «После его смерти я читал статьи, в которых говорилось, что он не был политизированным человеком и держался подальше от политики. Но когда я разговаривал с ним, всё выглядело совсем по-другому».

## Дэвид Боуи в России

Дэвид Боуи в Москве, 1973 год

Боуи посещал Москву трижды. Впервые он побывал там в апреле — мае 1973 года проездом из Японии в Европу во время Ziggy Stardust Tour. В тот период Боуи боялся летать на самолётах и старался ездить наземным транспортом. Чтобы попасть в Москву, ему пришлось сесть на теплоход, идущий из Йокогамы в Находку, а уже оттуда отправиться поездом по Транссибирской магистрали, сначала до Хабаровска, а затем сделать пересадку. Во время путешествия Боуи предпочитал оставаться в своём купе, смотря в окно и снимая на фотоаппарат. В Свердловске он решил выйти на платформу вместе с фотографом Лии Чайлдерсом, которому пришла в голову мысль провести импровизированную фотосессию. Два человека в форме сразу же направились к Чайлдерсу и потребовали отдать плёнку. Тогда музыкант сам принялся снимать их на камеру; Боуи и Чайлдерсу всё же удалось сесть на поезд и избежать ареста. 30 апреля, после восьми дней в пути, Боуи прибыл в Москву, где провёл три дня. Артист побывал на первомайской демонстрации, а также посетил Оружейную палату и ГУМ.
Вторая поездка Боуи в Москву, теперь уже вместе с Игги Попом, произошла в начале апреля 1976 года. Тогда советские пограничники конфисковали у него запрещённую к ввозу нацистскую литературу.
Третья поездка состоялась в июне 1996 года, на этот раз с концертом в Государственном Кремлёвском дворце в рамках Outside Summer Festivals Tour. В аэропорту Шереметьево-2 гостя встретили караваем, который был испечён фанатами. Боуи планировал посетить Красную площадь и празднование дня рождения Артемия Троицкого на корабле «Чайка», но в последний момент наотрез отказался от этих мероприятий. Он практически не покидал свой номер в «Палас-отеле»: у Боуи болело горло и был озноб, а также он готовился к осеннему вернисажу во Флоренции. За день до концерта он провёл пресс-конференцию, перед которой встретился с фанатами в своём гостиничном номере. Поклонники пожаловались на плохую акустику в Кремлёвском дворце и дороговизну билетов. Боуи тут же подарил несколько билетов тем присутствующим, у кого их не было. Он также дал интервью Артемию Троицкому для программы «Кафе Обломов». Концерт состоялся 18 июня. По просьбе фанатов Боуи исполнил песню Жака Бреля «My Death», которая фигурировала на некоторых шоу Outside Tour, прозвучав в необычной аранжировке, схожей со стилем альбома Outside. Боуи остался недоволен концертом, сказав, что таких плохих зрителей у него не было никогда. Организация зала ему тоже не понравилась, и он пообещал, что больше не приедет в Россию.

## Смерть

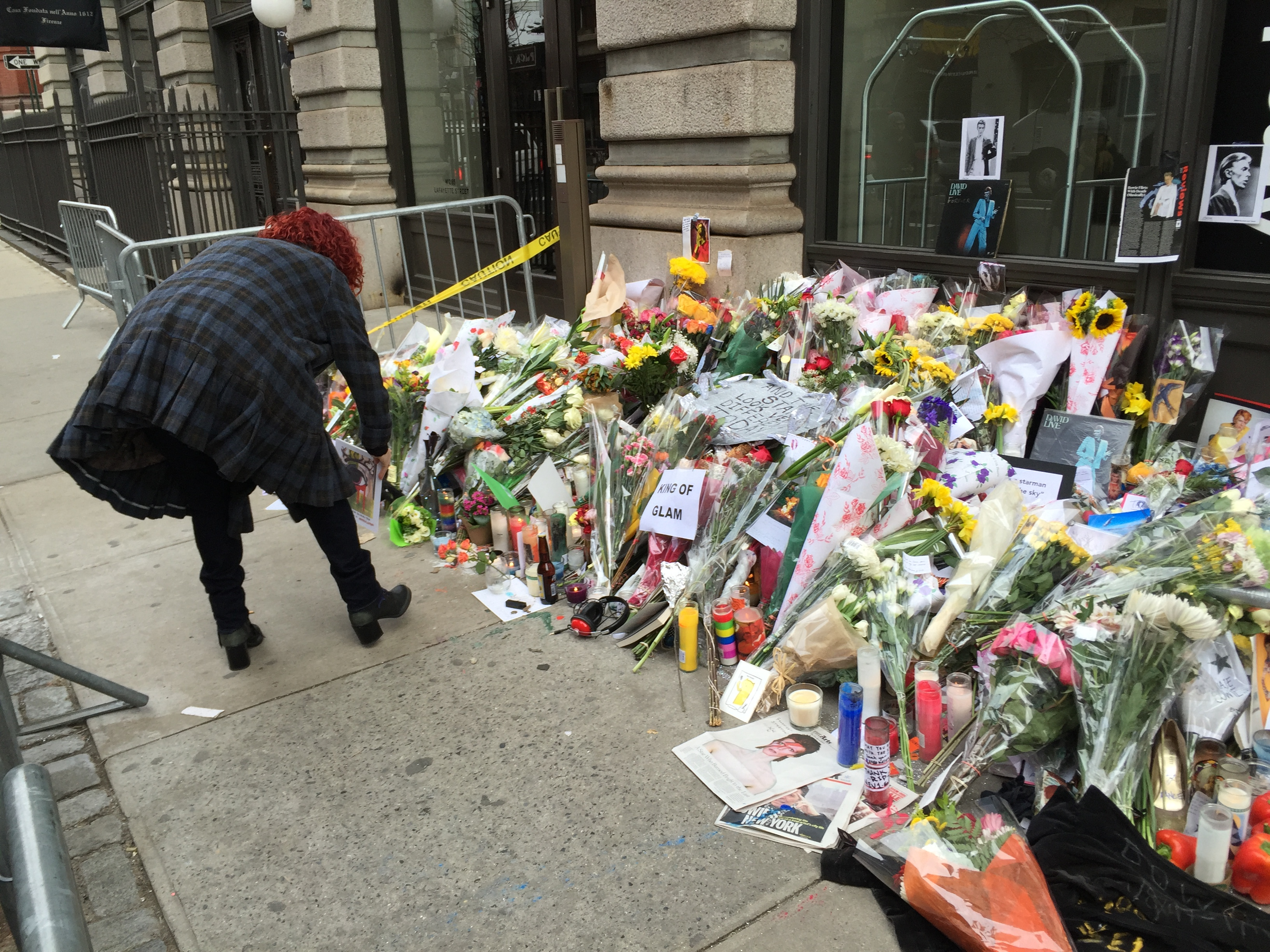
Цветочный мемориал возле квартиры Дэвида Боуи в Нью-Йорке на следующий день после известий о смерти музыканта

Дэвид Боуи скончался 10 января 2016 года на 70-м году жизни после полутора лет борьбы с раком печени (за это время музыкант перенёс шесть инфарктов). Он оставил семье наследство размером более 870 миллионов долларов, а также ряд квартир по всему миру, большой особняк в Швейцарии, поместье на острове Мюстик, расположенном в акватории Карибского моря. Наследство получили дети музыканта — сын Данкан Джонс и дочь Александрия Захра, а также вдова — Иман Абдулмаджид.
14 января 2016 года тело певца было кремировано в ходе частной церемонии в Нью-Йорке. Согласно завещанию музыканта, его прах был развеян на острове Бали — церемония прошла в соответствии с буддийским ритуалом. Часть праха была развеяна крестником музыканта на фестивале Burning Man в сентябре того же года. «Как и его близкий друг Фредди [Меркьюри], Дэвид решил, что не хочет себе могилу или памятник. Он хотел, чтобы его помнили за поступки при жизни, а не как памятник. Самым главным для него было сохранение творческого наследия. Он не хотел бы, чтобы его жизнь была увековечена чем-то вроде надгробия», — заявил газете The Mirror источник, близкий к семье музыканта. Также появилась информация, что существует большая коллекция неизданных записей Боуи, которые планируются к выпуску в будущем. По информации Billboard, в первую неделю после смерти продажи песен и альбомов музыканта в США выросли более чем на 5000 %.
После смерти Боуи многочисленные деятели музыкальной индустрии отдали ему дань уважения; соболезнования в Twitter (твиты о нём достигли пика в 20 000 в минуту через час после объявления о его смерти) приходили из разных мест. Так, кардинал Джанфранко Равази из Ватикана цитировал строчки «Space Oddity»; Министерство иностранных дел Германии поблагодарило Боуи за участие в падении Берлинской стены, сославшись в тексте на песню «„Heroes“». 31 марта 2016 года в Карнеги-холле в честь Дэвида Боуи прошёл концерт, на котором выступали в том числе Майкл Стайп, Джейкоб Дилан, Дебби Харри, Синди Лопер, а также группы The Flaming Lips и Pixies.

## Анализ творчества

### Музыкальная самобытность

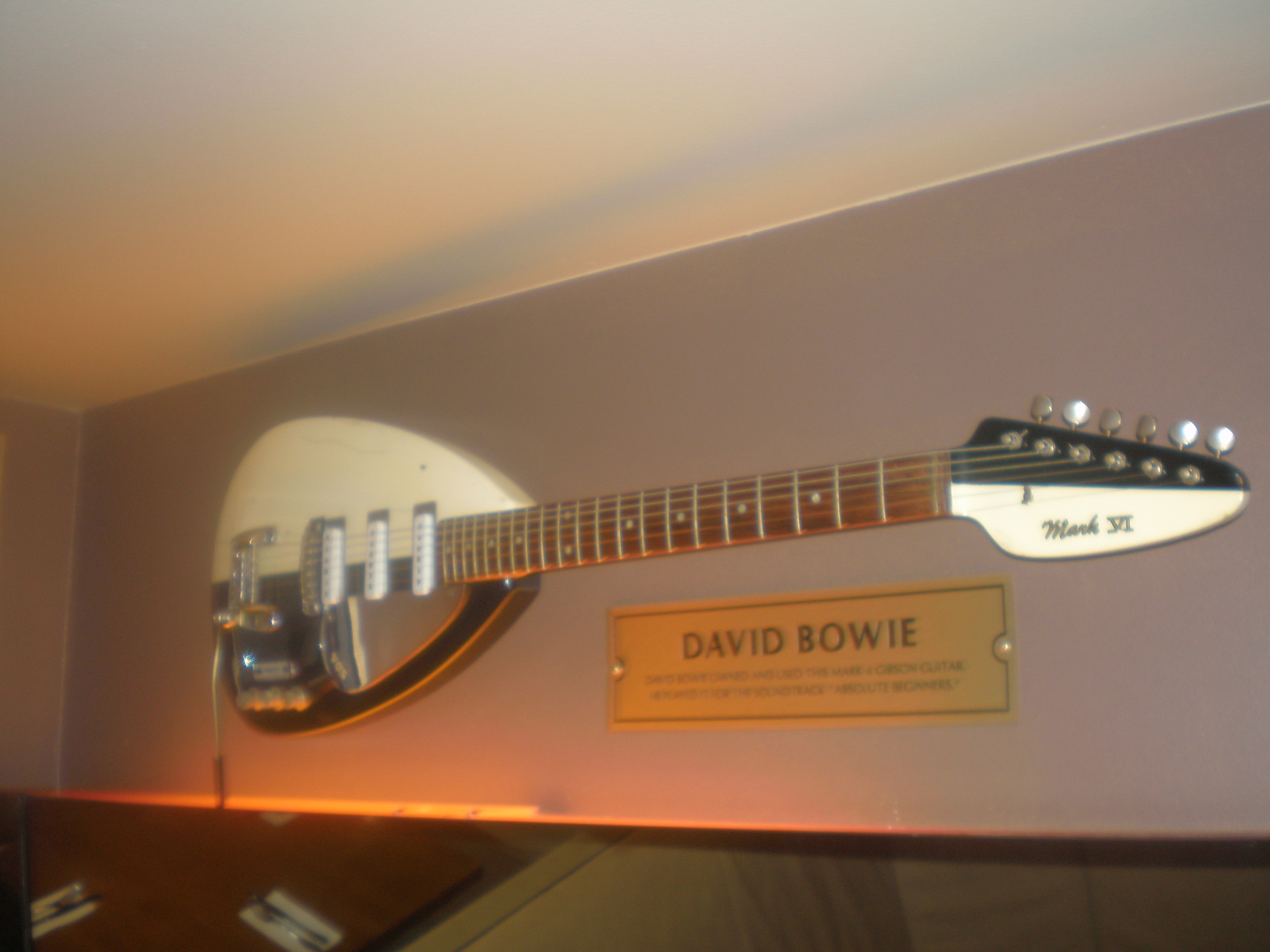
Гитара Дэвида Боуи Vox Mark VI в варшавском «Хард-рок кафе»

Со времён своих самых ранних записей начала 1960-х Боуи использовал широкий спектр музыкальных стилей. На его ранний материал и манеру держаться на сцене сильно повлияли исполнители рок-н-ролла, такие как Литтл Ричард и Элвис Пресли и другие. Он особенно стремился подражать вокальному стилю Энтони Ньюли, что было заметно в его дебютном альбоме (к недовольству самого Ньюли, который уничтожил присланную ему копию). Впоследствии в творчестве музыканта временами проявлялось его увлечение мюзик-холлом, наряду с такими непохожими друг на друга стилями, как хард-рок и хэви-метал, соул, психоделический фолк и поп-музыка.
Музыковед Джеймс Пероне отмечал использование в вокальном стиле Боуи техники смены октав, когда музыкант по-разному повторяет одни и те же фразы, примером чего является песня «Space Oddity», а также «„Heroes“» — для усиления драматического эффекта; Пероне отмечает, что «в самой нижней части его вокального регистра … голос звучит очень насыщенно, практически как у эстрадного певца».
Преподаватель вокала Джо Томпсон описывал технику вокального вибрато Боуи как «особенно продуманную и самобытную». Музыковеды называли его «вокалистом с выдающимися техническими возможностями, способным придать своему пению особый эффект». В этом аспекте, как и в его сценическом мастерстве и методе написания песен, очевидна тяга музыканта к смене образов: историк музыки Майкл Кэмпбелл отмечает, что тексты Боуи «несомненно привлекают внимание. Однако артист постоянно жонглирует образами, когда поёт… Его голос резко меняется от фрагмента к фрагменту». В анализе вокальных диапазонов 77 «лучших» певцов 2014 года Боуи занял 8-е место, сразу после Кристины Агилеры и чуть впереди Пола Маккартни. Что касается инструментального мастерства музыканта, помимо гитары он играл на клавишных инструментах, включая фортепиано, клавесин, ксилофон, вибрафон, меллотрон, стилофон и различные синтезаторы; владел губной гармоникой; а также освоил альтовый и баритоновый саксофоны; чемберлин; альт; виолончель; кото; калимба; ударные и различные перкуссионные инструменты. Боуи — левша, но на гитаре играл как правша.

### Тематика текстов
Тексты многих песен Дэвида Боуи имеют философскую или литературную основу. Такие произведения, как «The Width of a Circle», «Quicksand» и «The Superman», написаны под влиянием буддизма, оккультизма, мистицизма и концепции сверхчеловека Фридриха Ницше. Первая из них, согласно различным интерпретациям, намекает на интимное рандеву с Богом или Демоном или другим сверхъестественным существом в Аду. По мнению биографов музыканта, на его ранние сочинения, в сильной степени, также повлияла поэзия и произведения Алистера Кроули, Уильяма Хьюза Мирнса и Лавкрафта, а название композиции «The Jean Genie» являлось отсылкой к писателю Жану Жене.
В дальнейшем Боуи обращался к этим идеям в своём творчестве. Ярким примером является песня «Oh! You Pretty Things», в которой используются научно-фантастические (направление, ставшее одним из ведущих в репертуаре музыканта) концепции сверхчеловека в «весёлой и насмешливой» манере. Ещё одной иллюстрацией является пластинка The Rise and Fall of Ziggy Stardust сюжет которой также навеян научно-фантастическим жанром. Так, одна из её песен, «Five Years», посвящена концу света, который должен наступить через пять лет — один из многочисленных примеров в творчестве музыканта, где затрагивается тема социального распада. Лонгплей Diamond Dogs также имеет постапокалиптические мотивы. Артист вернулся к теме разложения общества в более поздней части своей карьеры, когда создавал концептуальный альбом Outside. В свою очередь в Heathen автор рефлексировал о терактах 11 сентября, в текстах обсуждалась деградация человечества. Наконец, в заглавной песне одного из своих последних альбомов, Reality, Боуи заявлял: «Я был прав и ошибался / Я ищу смысл, но почти ничего не получаю / Привет, мальчик, добро пожаловать в реальность».
В своём креативном процессе Боуи использовал необычную технику брейнсторминга, известную как «метод нарезок». Эта техника зародилась в среде дадаистов и позже была взята на вооружение битниками, в том числе Уильямом Берроузом. Музыкант пользовался методом нарезок, когда ему не хватало новых идей. Сам процесс он описывал как попытку «разжечь всё то, что может таить в себе воображение».

## Влияние и наследие

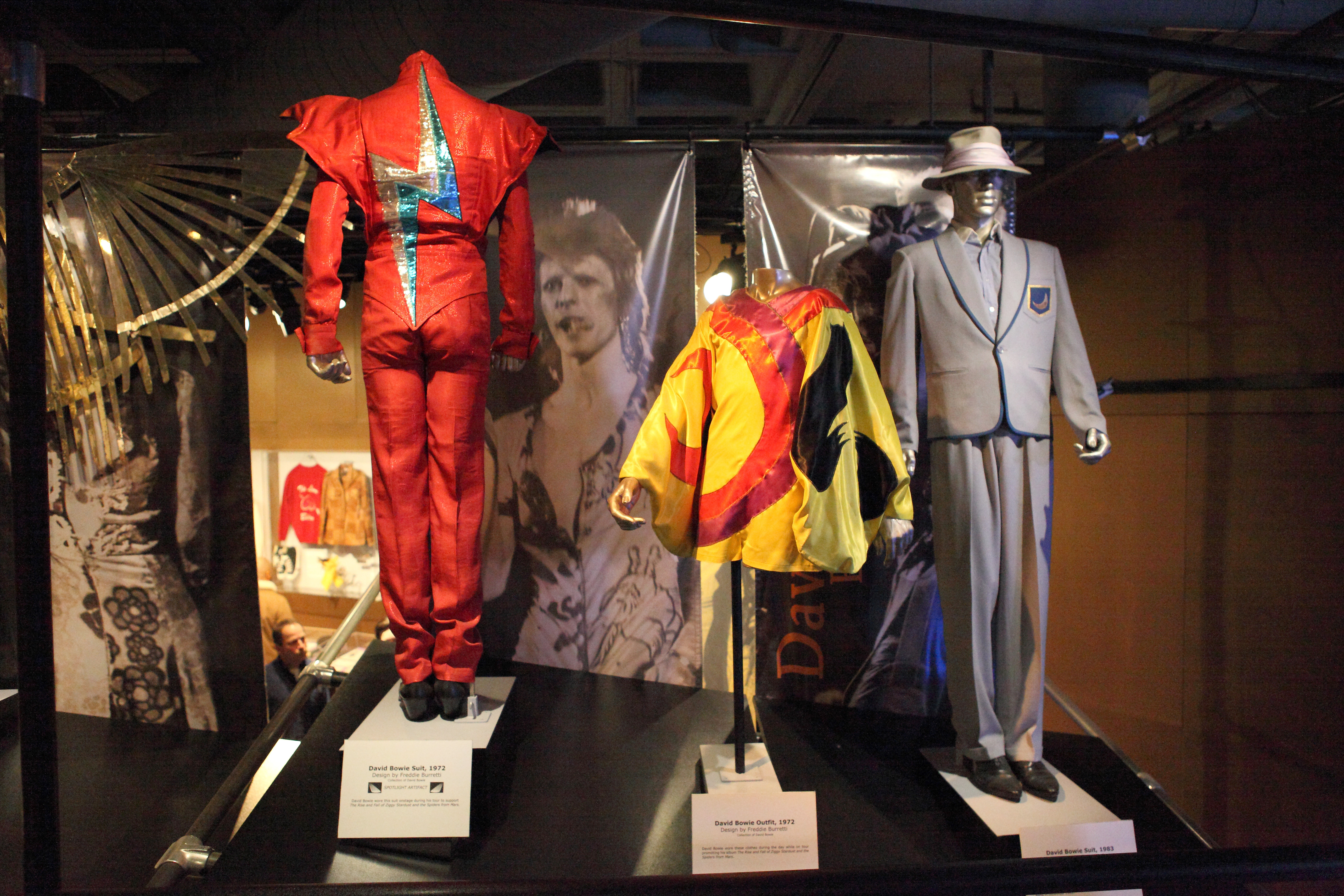
Сценические наряды Дэвида Боуи на экспозиции в Зале славы рок-н-ролла

Песни и инновационные сценические постановки Дэвида Боуи привнесли новое измерение в популярную музыку начала 1970-х годов, в значительной степени повлияв как на её разновидности того времени, так и на её последующее развитие. По мнению музыковедов Скотта Шиндера и Энди Шварца, Боуи являлся пионером глэм-рока ― жанра, который он сам и создал вместе с Марком Боланом. Боуи считается источником вдохновения для британской волны панк-рок-музыкантов (его фанатами были Сид Вишес и Стив Джонс). Критики отмечают, как, в частности биограф Дэвид Бакли, что когда панк-музыканты «начали оголтело менять стандартную модель трёхминутной поп-песни, демонстрируя публичное неповиновение, Боуи почти полностью отказался от традиционных рок-инструментов». В начале 1980-х звукозаписывающая компания музыканта продвигала его уникальный статус в популярной музыке лозунгом «Есть старая волна, есть новая волна, а есть Дэвид Боуи».
Боуи «привнёс изощрённость в рок-музыку» и начал экспериментировать с гранжем и альт-роком, до того как они стали мейнстримом. В своих рецензиях критики часто отмечали интеллектуальную глубину его работ и их восприятия. По мнению основателя группы The Human League Мартина Уэра, Боуи прожил жизнь, «как если бы он был художественной инсталляцией». Редактор Би-би-си Уилл Гомперц сравнивал Боуи с Пикассо, считая музыканта новатором и визионером, «неугомонным художником, который синтезировал сложные авангардные концепции в прекрасно слаженные произведения, которые тронули сердца и умы миллионов». Публицист The New York Times Джон Парелес отмечал, что Боуи «перешагнул границы просто музыки, искусства и моды» — познакомив свою аудиторию с фанком из Филадельфии, японской модой, немецкой электроникой и танцевальным драм-энд-бейсом. В свою очередь Джо Линч из Billboard утверждал, что Боуи «повлиял на большее количество музыкальных жанров, чем любая другая рок-звезда», от глэм-рока, фолк-рока и хард-рока до электроники, индастриал-рока и синти-попа, и даже хип-хопа и инди-рока.

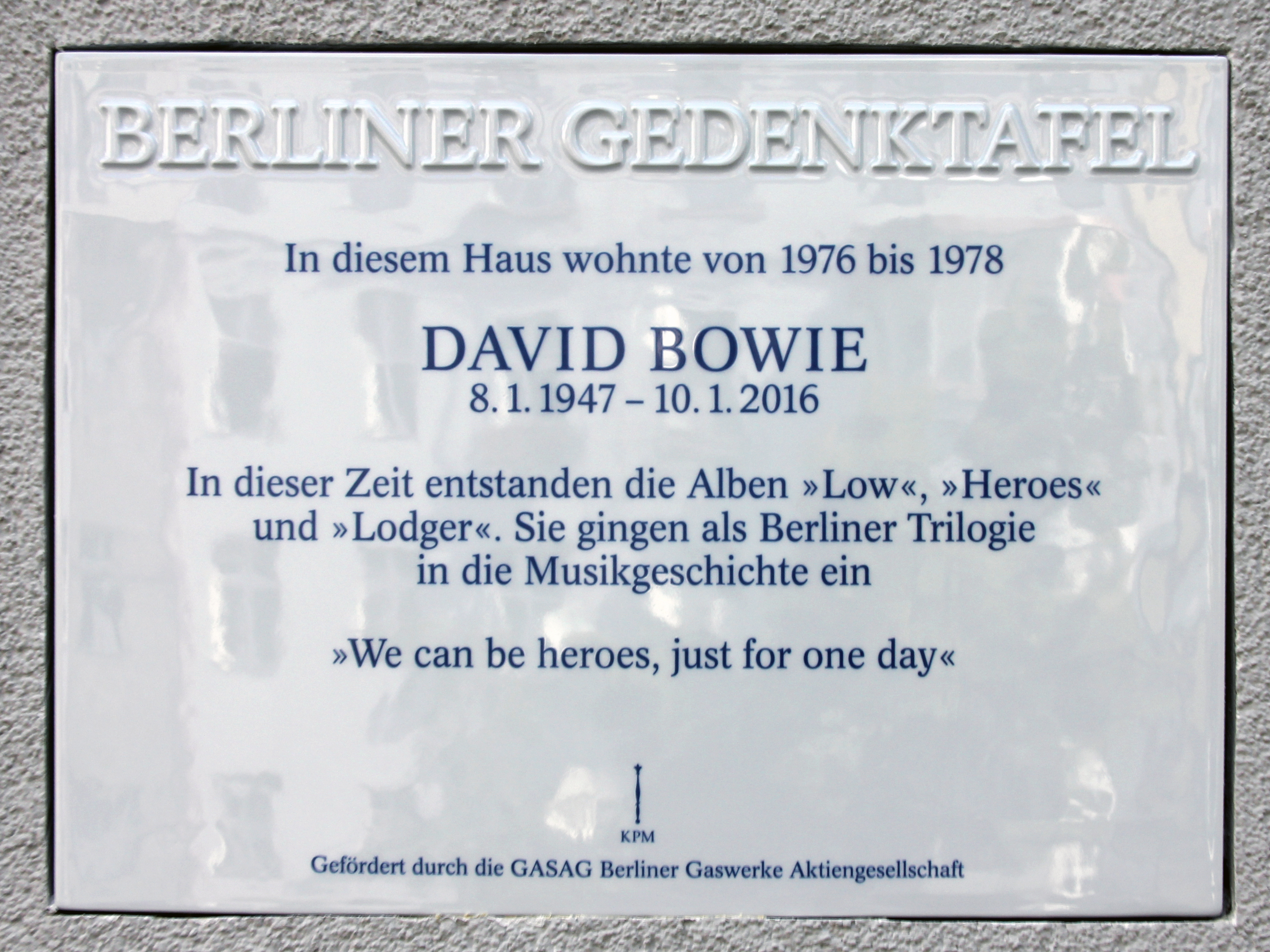
Берлинская мемориальная доска по адресу Хауптштрассе дом 155, в берлинском районе Шенеберг

Радиоведущий Джон Пил противопоставлял Боуи его современникам в области прогрессивного рока, утверждая, что музыкант был «интересной маргинальной фигурой … на периферии». Пил отмечал, что ему «импонировала идея о постоянном изобретении себя заново… единственной отличительной чертой прогрессивного рока начала 1970-х было отсутствие прогресса. До прихода Боуи люди не хотели что-то кардинально менять». Дэвид Бакли назвал эту эпоху «раздутой, напыщенной, самодовольной, помешанной на кожаных шмотках»; однако Боуи «разрушил само представление о том, что значит быть рок-звездой». После него «…не было уже ни одной поп-иконы соразмерного ему масштаба, потому что поп-мира, который рождает таких рок-богов, больше не существует… Степень приверженности фанатов музыкальному культу Боуи также была уникальной — его влияние продлилось дольше и было более созидательным чем, возможно, любого другого исполнителя в поп-сообществе». Согласно Бакли, артист был и звездой, и иконой: «Огромный объём созданных им работ обусловил возникновение, пожалуй, крупнейшего культа в популярной культуре… Его влияние на эту культуру уникально: он коснулся и изменил больше жизней, чем любая сопоставимая с ним фигура». Из-за постоянной смены образов Боуи стал неотъемлемой частью индустрии моды, на протяжении карьеры он работал со многими всемирно известными дизайнерами, включая Александра Маккуина. Без Боуи, непререкаемого авторитета в мире моды, не было бы безумных нарядов Мадонны и Леди Гаги.
Благодаря постоянному экспериментированию Боуи с другими жанрами, его влияние на музыкальную индустрию углублялось и расширялось. Биограф Томас Фордж добавлял: «Поскольку он преуспел в таком количестве разных музыкальных стилей, сегодня почти невозможно найти популярного исполнителя, на которого бы Боуи не повлиял». В 2000 году Боуи был признан «самым влиятельным артистом всех времён» в опросе журнала NME среди его коллег-музыкантов. Публицист газеты The Guardian Алексис Петридис писал, что к 1980 году Боуи получил признание как «самый важный и влиятельный артист со времён The Beatles». Нил Маккормик из The Daily Telegraph заявил, что у Боуи была «одна из величайших карьер в популярной музыке, искусстве и культуре XX века» и «он был слишком изобретательным, слишком переменчивым, слишком причудливым, чтобы за ним мог угнаться хоть кто-нибудь, кроме его самых преданных поклонников». Обозреватель Би-би-си Марк Истон утверждал, что Боуи подпитывал «творческую электростанцию, в которую превратилась Британия», требуя от будущих поколений «стремиться к высоким целям, быть амбициозными и провокационными, идти на риск». Истон пришёл к выводу, что благодаря музыканту «мир стал воспринимать Великобританию по-другому. И сама страна себя — тоже». В 2006 году Боуи занял 4-е место в опросе шоу The Culture Show среди ныне живущих британских кумиров.
По мнению музыкального обозревателя Брэда Филики, на протяжении десятилетий «Боуи был известен как музыкальный хамелеон, которому удавалось в равной мере успешно менять как общие музыкальные тенденции, так и собственный стиль, с тем, чтобы [этим тенденциям] соответствовать», в конечном счёте по уровню влияния на моду и поп-культуру «уступая разве что Мадонне». Дэйв Эверли из журнала Q писал, что карьера Боуи была наполнена «грандиозными художественными высказываниями», самым выдающимся из которых был альбом The Rise and Fall of Ziggy Stardust and the Spiders from Mars, который не просто «стал определяющим для эры глэм-рока и превратил своего создателя в культового певца», но и заметно изменил ход развития современной музыки. Перевоплотившись в Зигги, Боуи первым «стёр грань между художником и его творением» и тем самым провёл «водораздел в рок-н-ролле — между его чёрно-белым прошлым и ярким, многоцветным будущим». Эту концепцию переняли многие популярные исполнители: Pink Floyd, Мэрилин Мэнсон и даже Гарт Брукс, но, как отмечал Эверли, «тот факт, что никто из них не сумел даже близко воспроизвести изначальный эффект, свидетельствует о гениальности Боуи». В свою очередь Энни Залески из Alternative Press писала: «Каждая группа или сольный исполнитель, которые решили порвать свой песенник и начать все сначала, в долгу перед Боуи».

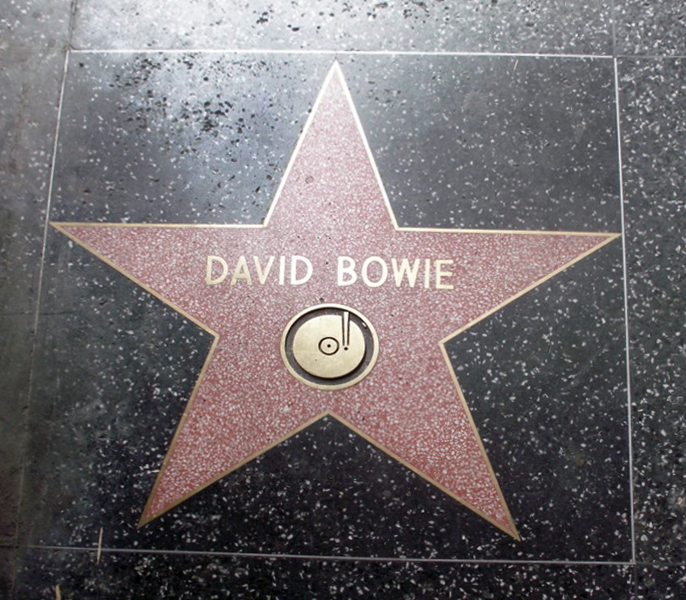
Звезда Дэвида Боуи на Голливудской «Аллее славы»

В январе 2016 года бельгийские астрономы-любители из Общественной обсерватории MIRA создали «астеризм Боуи», чтобы почтить память музыканта; его контуры повторяют молнию с обложки Aladdin Sane при помощи звёзд: Сигма Весов, Спика, Зета Центавра, SAO 204132, Дельта Октанис, SAO 241641 и Бета Южного Треугольника, которые находились рядом с Марсом в момент смерти Боуи.
7 января 2017 года телеканал Би-би-си показал 90-минутный документальный фильм «Дэвид Боуи: последние пять лет», в котором подробно рассказывалось о последних альбомах Боуи The Next Day и Blackstar, а также о его пьесе «Лазарь». 8 января 2017 года, в день 70-летия музыканта, его близкий друг, актёр Гэри Олдмен, провёл благотворительный концерт в его родном Брикстоне. Параллельно была запущена пешеходная экскурсия по Брикстону, посвящённая местам, связанным с Боуи. К дню его рождения приурочили концерты в Нью-Йорке, Лос-Анджелесе, Сиднее и Токио. Песни «Space Oddity» и «Life on Mars?» звучали во время запуска ракета-носителя Falcon Heavy компании SpaceX, состоявшегося 6 февраля 2018 года. В качестве полезного груза ракеты использовался личный электромобиль владельца компании, Илона Маска, красный Tesla Roadster, за рулём которого сидел манекен в скафандре SpaceX, названный «Starman» (в честь ещё одной песни музыканта). Электромобиль залетел в сторону «пояса астероидов» между Марсом и Юпитером. Две ракеты-ускорителя вернулись на Землю практически одновременно и сели в запланированных точках.

### David Bowie Is
В 2013 году в лондонском Музее Виктории и Альберта прошла выставка, посвящённая Боуи, под названием David Bowie Is. Экспозицию посетило более 300 000 человек, что сделало её одной из самых успешных мероприятий за всю историю музея. Из-за успеха выставки в том же году её решили показать в других странах; связанные с Боуи предметы демонстрировались в музеях Торонто, Чикаго, Парижа, Мельбурна, Гронингена и Нью-Йорка. David Bowie Is завершилась в 2018 году экспозицией в Бруклинском музее. За все время работы мероприятие посетили около двух миллионов человек.

### Фильмы «Stardust» и «Moonage Daydream»
В начале 2019 года появилась информация о съёмках байопика «Stardust», с британским актёром Джонни Флинном в роли Боуи. Сюжет картины был посвящён первому визиту музыканта в США. Сын Боуи, Данкан Джонс, высказал скептическое отношение к проекту, отметив, что не будет предоставлять права на использование музыки отца, а сам фильм не получит благословения его семьи. Впоследствии продюсеры картины уточнили, что фильм не является байопиком, а показывает поворотный момент в жизни Боуи, связанный с началом его музыкального карьеры и созданием образа Стардарста. Премьера фильма должна была состояться на кинофестивале Tribeca 2020, но мероприятие было отменено из-за пандемии.
В 2022 году состоялся релиз «Moonage Daydream», первого фильма созданного с одобрения семьи Боуи. Документальная лента получила высокие оценки от критиков, получив статус одного из лучших пректов подобного рода.

## Награды

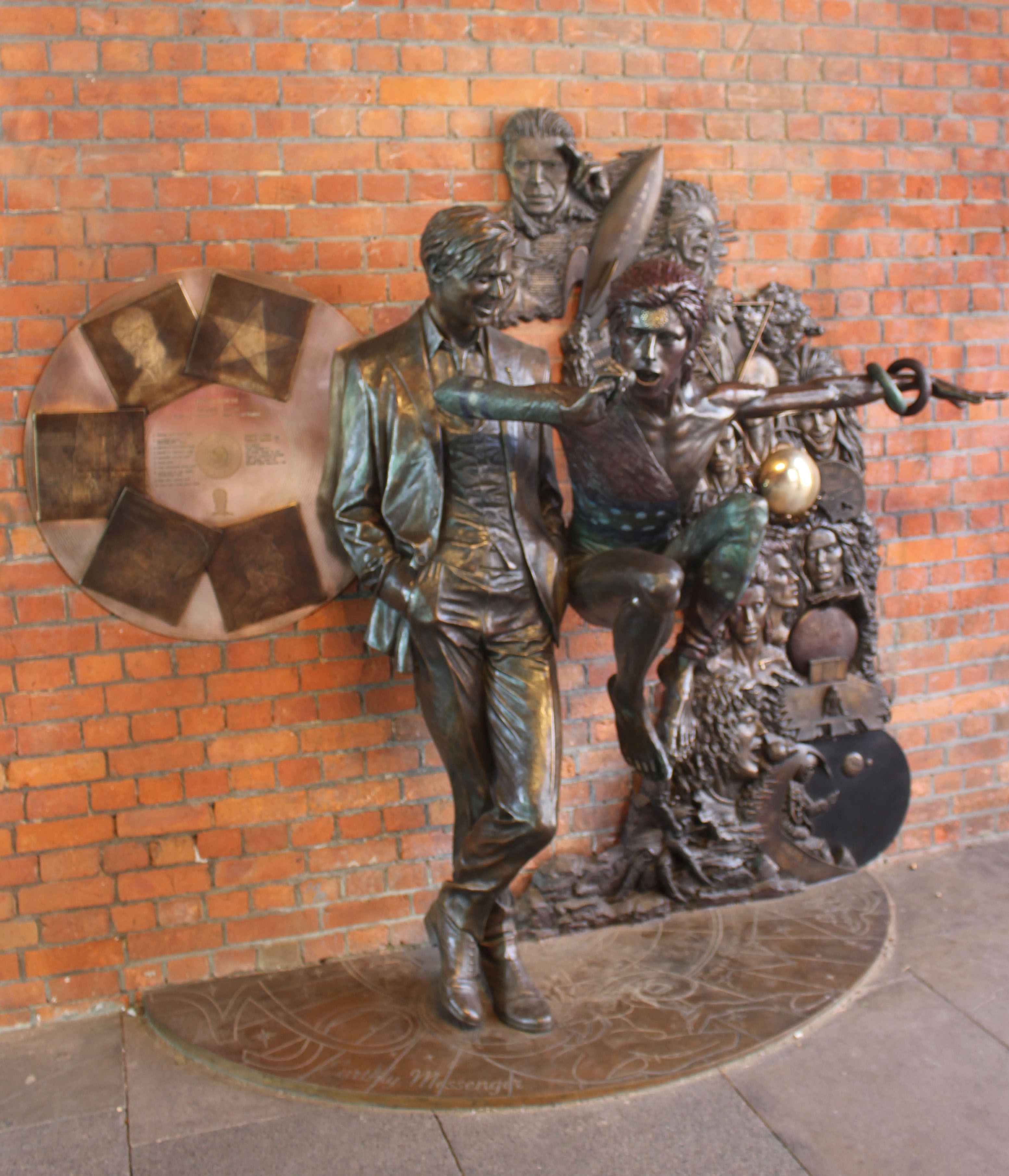
Статуя «многоликого» Дэвида Боуи в городе Эйлсбери, где состоялся концертный дебют его персонажа Зигги Стардаста в 1972 году

Песня «Space Oddity», ставшая коммерческим прорывом Боуи, принесла ему награду имени Айвара Новелло в специальной номинации за оригинальность. Артист стал лауреатом премии «Сатурн» в номинации «Лучшая мужская роль» за участие в съёмках научно-фантастического фильма «Человек, который упал на Землю» (1976). В последующие десятилетия он был удостоен множества наград за свои музыкальные произведения и сопроводительные видеоклипы, получив, среди прочего, шесть премий «Грэмми» и четыре премии Brit Awards — дважды становился «Лучшим британским исполнителем»; был удостоен награды за выдающийся вклад в музыку; был признан «Британской иконой» за его «длительное влияние на британскую культуру», посмертно — в 2016 году.
В 1999 году Боуи получил от французского правительства орден искусств и словесности командорской степени. В том же году он получил степень почётного доктора музыкального колледжа Беркли. В 2000 году Боуи отказался от Ордена командора Британской империи, а в 2003 — от титула рыцаря, впоследствии заявив: «Я никогда не собирался принимать что-либо подобное. Я действительно не понимаю, для чего это нужно. Это не то, ради чего я работал всю жизнь». Общий тираж альбомов музыканта составляет более 100 миллионов. В Великобритании ему вручили 9 «платиновых», 11 «золотых» и 8 «серебряных» сертификатов, а в Штатах — 5 «платиновых» и 9 «золотых». Синглы музыканта разошлись тиражом в 10,6 миллиона копий.
Несколько пластинок музыканта попали в список журнала Rolling Stone «500 величайших альбомов всех времён»: The Rise and Fall of Ziggy Stardust and the Spiders from Mars (40-е место), Station to Station (52-е), Hunky Dory (88-е), Low (206-е) и Scary Monsters (and Super Creeps) (443-е). Песни музыканта также отметились в аналогичном списке журнала: «„Heroes“» (23-е место), «Life on Mars?» (105-е), «Space Oddity» (189-е), «Changes» (200-е), «Young Americans» (204-е), «Station to Station» (400-е) и «Under Pressure» (429-е). Четыре композиции артиста включены в список «500 песен, сформировавших рок-н-ролл» Зала славы рок-н-ролла. Согласно порталу Acclaimed Music, Боуи занимает 4-е место среди самых популярных артистов в истории поп-музыки.
В 2002 году Боуи занял 29-е место в списке «Ста величайших британцев». Журнал Rolling Stone поставил его на 23-е место в списке «100 лучших вокалистов всех времён», а также на 39-е место в двух аналогичных рейтингах лучших артистов и лучших авторов-исполнителей. То же издание посмертно объявило Боуи «величайшей рок-звездой всех времён». В 2009 году по результатам опроса, проведённого британской радиостанцией Planet Rock, Боуи занял 11-е место в списке «40 величайших рок-вокалистов всех времён». Телеканал VH1 поставил Боуи на 7-е место в списке «100 величайших артистов всех времён». В сентябре 2012 года Боуи был признан «Иконой NME», музыкант занял 3-е место в голосовании за звание лучшего музыканта последних 60 лет (из 60 претендентов). За полгода в опросе приняли участие более 160 тысяч человек. Впереди Боуи оказались лишь Джон Леннон и Лиам Галлахер. В 1996 году Боуи был введён в Зал славы рок-н-ролла, а в 2013-м — в Зал славы научной фантастики и фэнтези. Боуи занял 9-е место из 12-ти в рейтинге самых успешных артистов в истории британского чарта — «Бриллиантовая дюжина», приуроченном к двум юбилеям — 60-летию пребывания на троне королевы Елизаветы II и 60-летию британского чарта синглов. Согласно опросу, проведённому журналом BBC History Magazine в октябре 2013 года, Боуи был назван самым стильно одевающимся британцем в истории Соединённого Королевства.
В 2009 году немецкий учёный Петер Егер назвал в честь Дэвида Боуи новый редкий вид пауков, обнаруженный в Малайзии — Heteropoda davidbowie. По словам арахнолога, его вдохновили турне музыканта Glass Spider Tour и песня «Ziggy Stardust». В 2017 году в честь Боуи был назван новый вид моллюсков, открытый на побережье Кубы. Особенностью этого вида является нетипичная для морских беспозвоночных способность менять цвет. В июне того же года в честь музыканта был назван открытый учёными новый вид доисторических ос. Вид назвали «Звёздной пылью» в честь Зигги Стардаста. В 2022 году, в честь 75-летия музыканта, имя «Bowie» получил род блуждающих пауков включающий более 100 видов.
25 марта 2018 года в британском городе Эйлсбери была установлена бронзовая статуя под названием «Земной посланник». Средства на установку собирали при помощи грантов, автором скульптуры выступил Эндрю Синклер. Каждый час из динамиков при монументе раздается какая-либо песня музыканта. Менее чем через 48 часов после открытия вандал испачкал статую краской и оставил надписи рядом с ней, впоследствии он был задержан полицией.
В 2011 году Боуи оказал поддержку местной валюте своего родного района Брикстона — брикстонскому фунту. Портрет музыканта был использован для дизайна банкноты B£10. В декабре 2020 года Королевский монетный двор Великобритании отправил в космос памятную монету с изображением Боуи в знак признания одной из самых известных его песен — «Space Oddity». Она пребывала на орбите в течение 45 минут, достигнув высоты 35 656 метров. По данным газеты The Guardian, это была первая британская монета в космосе. 5 января 2015 года в честь музыканта получил название астероид главного пояса 342843 Davidbowie.

## Дискография
- David Bowie (1967)
- Space Oddity (1969)[комм. 11]
- The Man Who Sold the World (1970)
- Hunky Dory (1971)
- The Rise and Fall of Ziggy Stardust and the Spiders from Mars (1972)
- Aladdin Sane (1973)
- Pin Ups (1973)
- Diamond Dogs (1974)
- Young Americans (1975)
- Station to Station (1976)
- Low (1977)
- «Heroes» (1977)
- Lodger (1979)
- Scary Monsters (and Super Creeps) (1980)
- Let’s Dance (1983)
- Tonight (1984)
- Never Let Me Down (1987)
- Tin Machine (1989) (совместно с Tin Machine)
- Tin Machine II (1991) (совместно с Tin Machine)
- Black Tie White Noise (1993)
- Outside (1995)
- Earthling (1997)
- ‘hours…’ (1999)
- Heathen (2002)
- Reality (2003)
- The Next Day (2013)
- Blackstar (2016)[608]